# Boj o Filipíny (1941–1942)
Boj o Filipíny byl výsledkem japonské invaze na Filipíny v letech 1941 a 1942, které v té době bránily spojené síly USA a Filipínců. Výsledkem bylo japonské vítězství a největší kapitulace v amerických dějinách. Hlavní boje se odehrály na největších ostrovech Luzon (na severu Filipín) a Mindanao (na jihu).
Ačkoliv obránci měli početní převahu, jednalo se převážně o nedostatečně vycvičené a nedostatečně vybavené jednotky. Svoji roli sehrálo i americké podcenění Japonců, neschopnost americko-filipínského velení a japonský překvapivý úder na filipínská letiště během prvního dne bojů. Spolu s leteckými údery v následujících dnech se císařskému námořnímu a armádnímu letectvu podařilo prakticky eliminovat americké a filipínské letecké síly a získat nadvládu ve vzduchu. První japonská vylodění se uskutečnila 10. prosince 1941 u Aparri a Viganu na severu Luzonu, s následným postupem na jih. Ráno 12. prosince se další japonské jednotky vylodily u Legazpi na jihu Luzonu a zahájily postup na sever k Manile. Ráno 20. prosince se japonské jednotky vylodily v Davau na Mindanau. K vylodění hlavních sil 14. armády generálporučíka (中将 čúdžó) Masaharu Hommy na Luzonu došlo 22. prosince v Lingayenském zálivu, odkud vedl Homma úder na jih k Manile. Ta byla 26. prosince vyhlášena otevřeným městem. Americko-filipínské jednotky se stáhly na poloostrov Bataan a ostrov Corregidor, kde dokázaly po tři měsíce klást odpor až do 9. dubna 1942 na Bataanu, či o měsíc déle na Corregidoru, který padl 6. května. Zajatce poté čekal takzvaný Bataanský pochod smrti do zajateckých táborů, při kterém se předpokládá, že zahynulo přes 8000 Američanů a Filipínců.
Na ostatních ostrovech se ale americko-filipínské jednotky držely ještě o něco déle a teprve 9. června kapitulovala poslední posádka na ostrově Samar. Někteří obránci odešli jako partyzáni do hor a vedli záškodnickou válku až do osvobození Filipín, respektive do kapitulace Japonska.
U japonských jmen je rodné jméno uváděno na prvním místě a rodové jméno na druhém
Při přepisu japonštiny byla použita česká transkripce

## Pozadí

### Japonské plány

#### Cíle

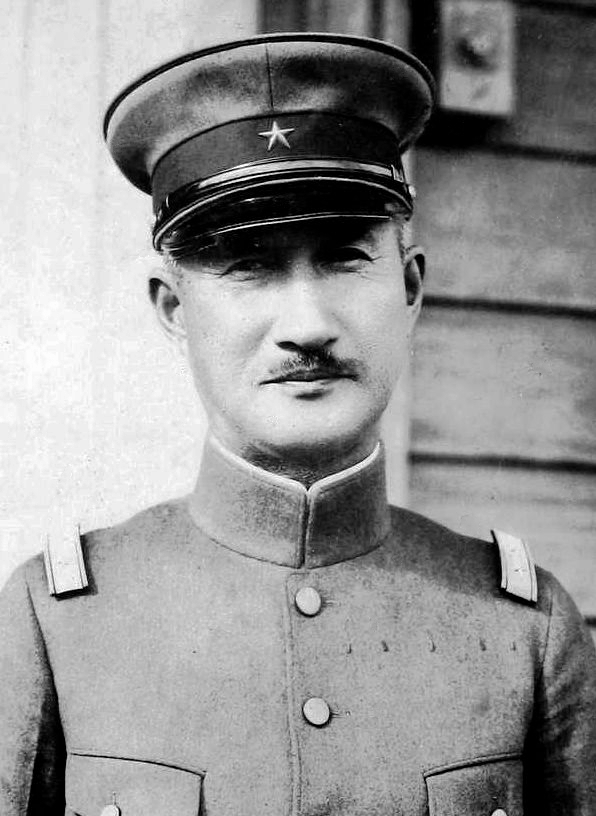
Generál hrabě Hisaiči Terauči, velitel Jižní expediční skupiny armád. Po japonské kapitulaci zemřel na mrtvici v zajateckém táboře.

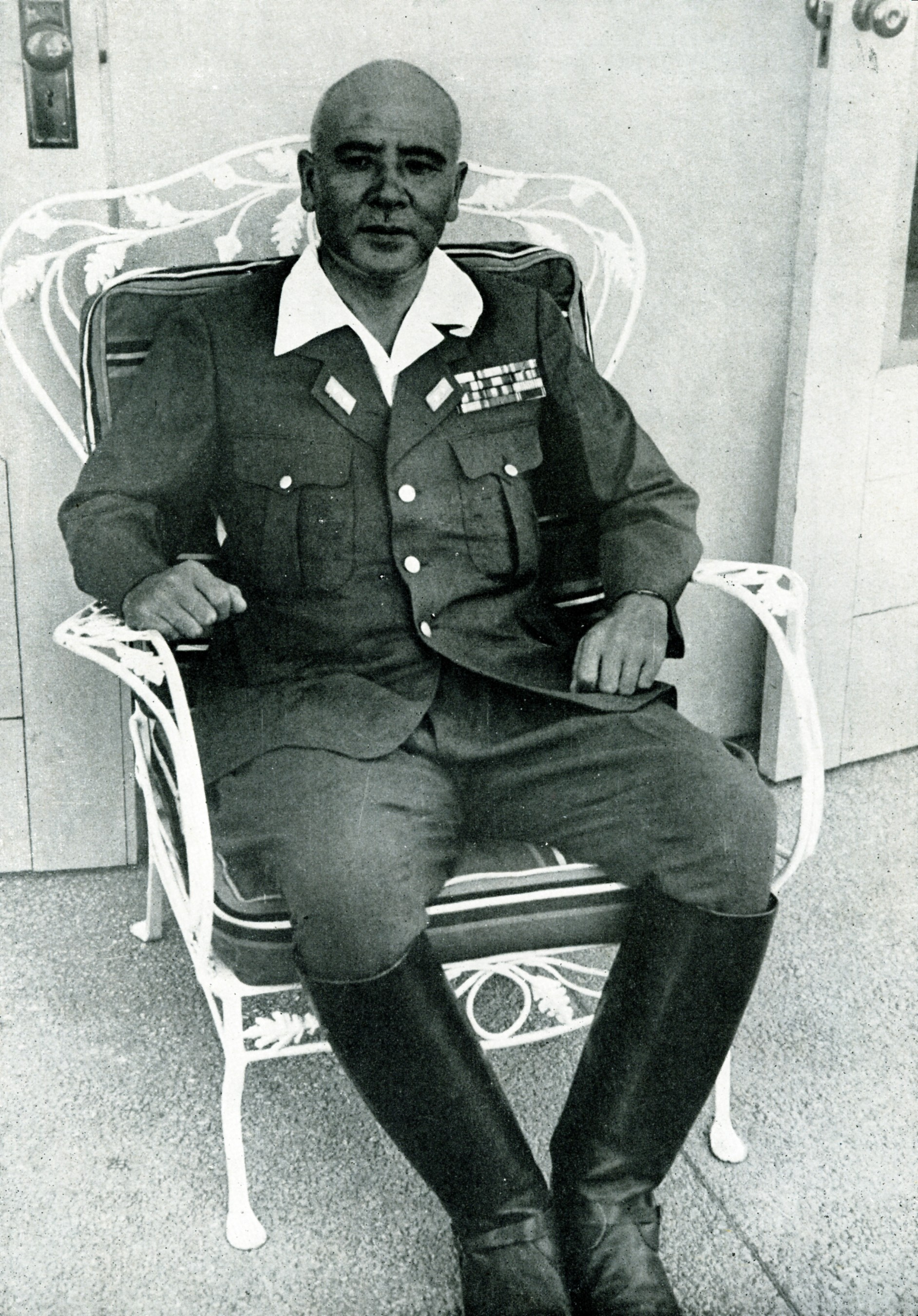
Generálporučík Masaharu Homma, velitel 14. armády. Po válce byl za válečné zločiny spáchané jeho vojáky na Filipínách postaven před válečný soud o jehož nestrannosti se vedou spory a následně zastřelen. Je možné, že se jednalo o osobní MacArthurovu pomstu za porážku, kterou mu Homma uštědřil.

Japonský plán na obsazení Filipín byl součástí rozsáhlejšího plánu expanze do jihovýchodní Asie a Pacifiku. Plán expanze na jih získal mezi japonskými militaristy podporu zejména poté, co byla japonská armáda poražena Sověty v bitvách u Chalchyn–golu v létě 1939 a po uzavření sovětsko–japonské dohody o neútočení v dubnu 1940. Svoji roli sehrál i neuspokojivý vývoj „čínského incidentu“ a nakonec nátlak a embargo USA, Velké Británie a Holandska. Invazí na jih si Japonsko slibovalo získat přístup ke strategickým surovinám v Britské Malajsii a Holandské východní Indii. Možnost „omezené války“ pouze proti Británii a Holandsku, bez zatahování USA do války, byla Japonci vyhodnocena jako nepravděpodobná. Součástí invaze na jih proto muselo být i eliminování amerického tichomořského loďstva japonským Spojeným loďstvem a obsazení Filipín Jižní expediční skupinou armád (南方軍 nanpo gun).
Jižní expediční skupina armád vznikla 6. listopadu 1934 pod velením generála (大将 taišó) hraběte (伯爵 hakušaku) a bývalého ministra války Hisaiči Teraučiho. Skupina armád měla za úkol vypracovat plán války pro případ, že by jednání se Spojenými státy selhalo a Japonsko nedosáhlo svých cílů. Pod Teraučiho velením se nacházely čtyři armády (včetně 14. armády) s celkem deseti divizemi a třemi smíšenými brigádami. Operace proti Filipínám a Malajsii měly být zahájeny současně na základě rozkazu císařského generálního štábu (大本営 daihonei).
Filipíny samy o sobě neměly příliš surovin, které Japonsko potřebovalo a které byly hlavním důvodem expanze, ale měly strategickou polohu. Invaze na Filipíny proto měla tři hlavní cíle:
1. Zabránit Američanům ve využití Filipín jako předsunuté základny.
2. Získat nástupní prostor a zásobovací základnu pro operace proti Holandské východní Indii.
3. Zabezpečit zásobovací linii mezi okupovaným územím na jihu a mateřskými ostrovy.

Aby bylo možno podniknout invazi, bylo také třeba získat informace o plánovaných vyloďovacích oblastech a o prostředcích obrany. V dubnu 1941 byla proto císařským námořnictvem zřízena 3. kókútai (航空隊 ~ letecký pluk/skupina). Její bombardéry G3M2 „Nell“ byly upraveny pro dálkové fotoprůzkumné mise a zpočátku působily z letiště Takao na Formose. První průzkumný let 18. dubna měl za cíl Legazpi, přičemž na zpátečním letu bombardér přelétal přes Luzon. Po několika dnech byla jednotka přeložena na Palau a jejím cílem se staly americké mandátní tichomořské ostrovy.

#### Plán operace M
Japonský plán operace „M“ (M作戦 M sakusen) počítal v první fázi s leteckými útoky proti cílům na Filipínách. Následovat měly tři výsadky na Luzonu: v Aparri na severu, Viganu na západě a Legazpi na jihovýchodě. Doplnit je měl jeden výsadek na Mindanau v Davao. Výsadky měly jako primární cíl zajištění letišť, která by pak sloužila jako předsunuté základny jednak pro podporu dalšího postupu na Luzonu, ale i k útoku na Borneo. Ve druhé fázi mělo dojít k hlavnímu vylodění na Luzonu v Lingayenském zálivu a v Lamon Bay s následným postupem k Manile.
Japonský císařský generální štáb a velitelství Jižní expediční skupiny předpokládaly, že dobytí Luzonu bude trvat přibližně 50 dní a poté měly být síly uvolněny pro další postup na jihu. Ponechané jednotky pak měly dobýt zbývající ostrovy a celá kampaň měla skončit před koncem března 1942.
Operace „M“ ale nebyla prvním japonským plánem na obsazení Filipín. Plány invaze na toto souostroví se císařská armáda i císařské námořnictvo zabývaly jíž od pozdního období Meidži.

#### Invazní síly

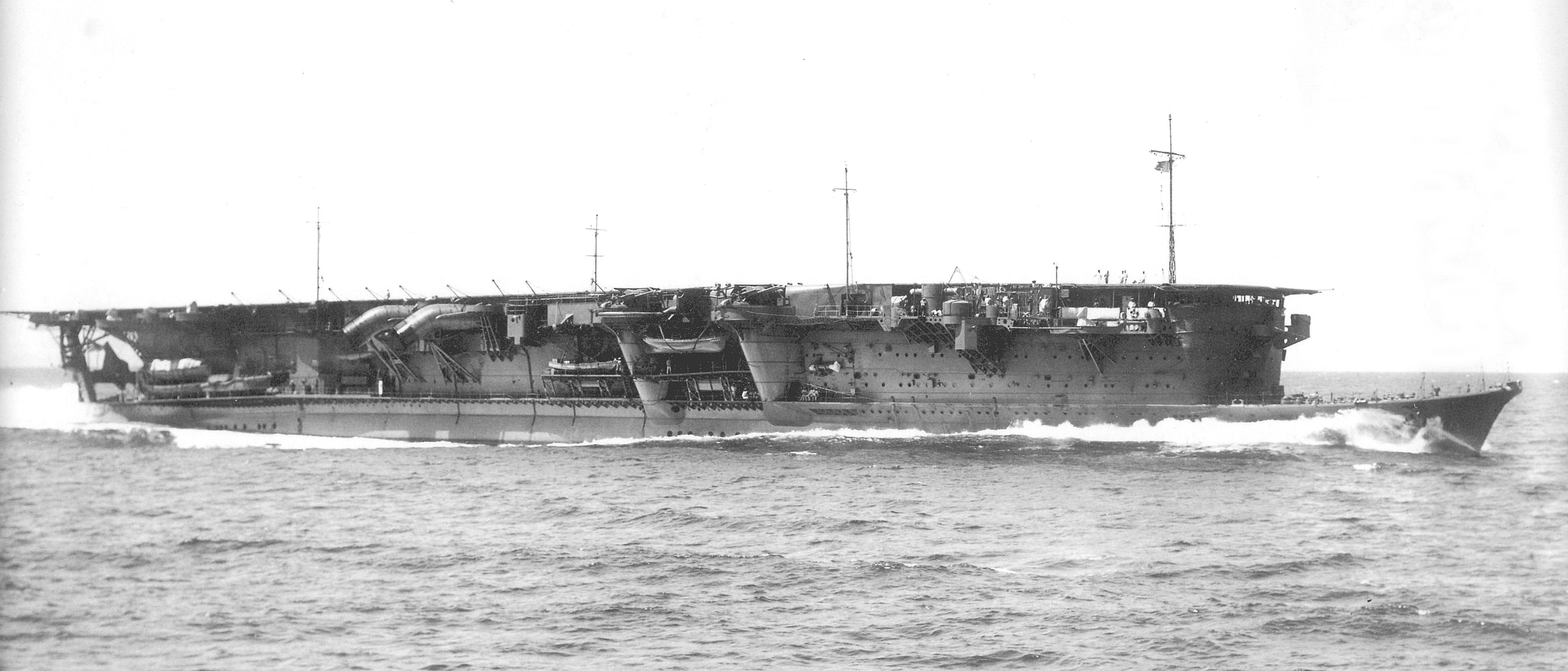
Letadlová loď Rjúdžó byla jedinou letadlovou lodí ve filipínském tažení

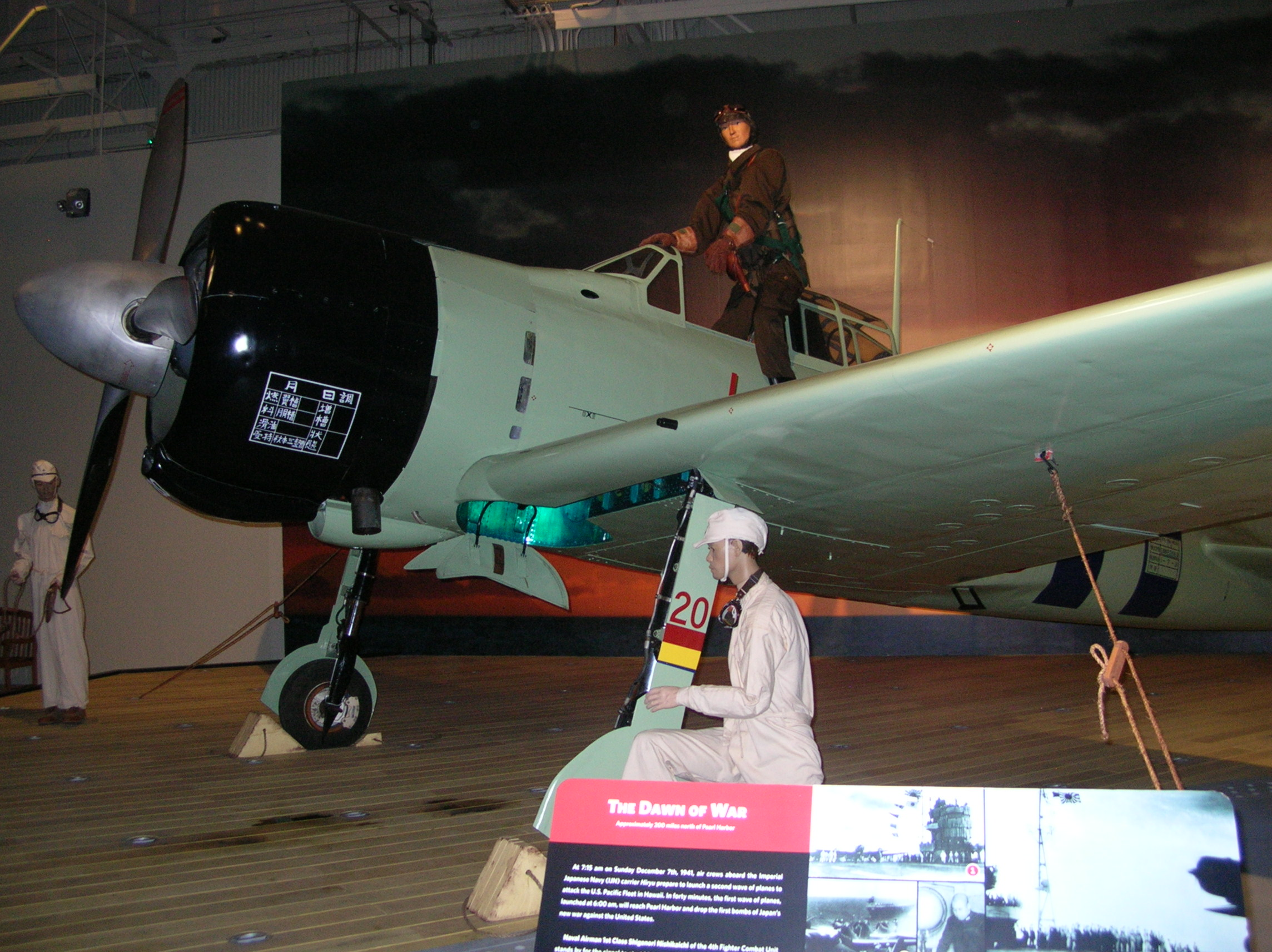
Námořní stíhací A6M2 „Zero“ operovala z pozemních základen na Formose v rámci 3. a Tainan kókútai

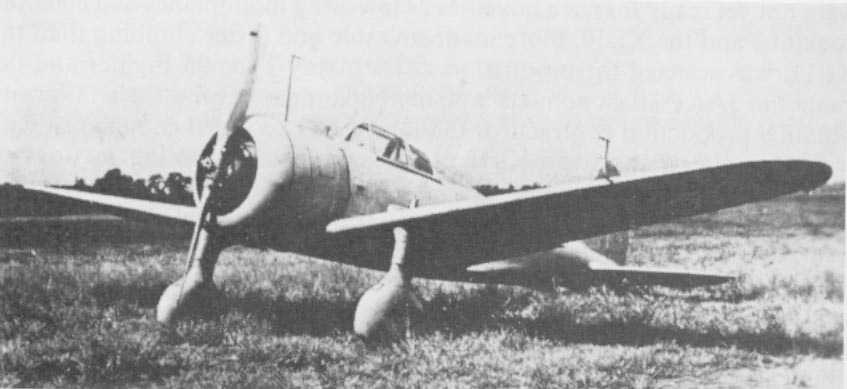
Armádní letectvo nasadilo starší Ki-27, neboť moderních Ki-43 bylo málo a byly přednostně nasazeny v Malajsii. Ki-27 byly vybaveny 24. a 50. čútai

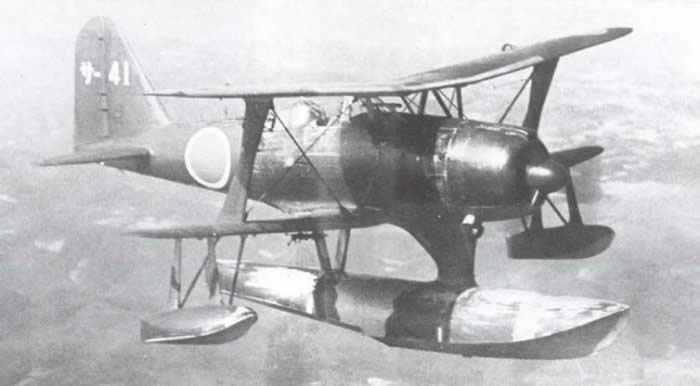
Podporu vyloďovaným jednotkám poskytovaly i pozorovací hydroplány F1M „Pete“

Generál Terauči pověřil dobytím Filipín 14. armádu generálporučíka (中将 čúdžó) Masaharu Hommy. Leteckou podporu měla poskytnout 5. letecká divize (飛行師団 hikóšidan) generálporučíka (飛行中将 hikó čúdžó) Hidejoši Obaty, která byla na Formosu převelena z Mandžuska. Vylodění měl zajistit Filipínský úderný svaz viceadmirála (中将 čúdžó) Ibó Takahašiho pro který císařské námořnictvo vyčlenilo jednotky 3. loďstva (艦隊 kantai). Námořní letectvo přispělo 11. leteckou flotou (航空艦隊 kókú kantai) viceadmirála Nišizo Cukahary, která operovala z pozemních základen na Formose a v Indočíně.
Hommova 14. armáda mohla nasadit do první linie při dobývání Luzonu dvě divize: 16. z Palau a Rjúkjú a 48. z Formosy, zatímco 65. samostatná brigáda byla určena k posádkové službě. 48. divize sice neměla bojové zkušenosti, ale byla považována za jednu z nejlepších jednotek japonské armády a byla vycvičena pro provádění obojživelných operací. Byla pověřena provést vylodění v Lingayenském zálivu. Šestnáctá divize, která byla vybrána jako jedna z nejlepších divizí dostupných v Japonsku, byla pověřena vyloděním v Lamon Bay. Kromě toho disponovala 14. armáda ještě dvěma tankovými pluky (4. a 7.), dvěma pluky těžkého dělostřelectva (1. a 8.), 9. nezávislým praporem těžkého dělostřelectva, čtyřmi prapory (40., 45., 47. a 48.) a dvěma nezávislými jednotkami (30. a 31.) polního protiletadlového dělostřelectva, čtyřmi nezávislými protitankovými jednotkami (3., 8., 9. a 10.) a 15. nezávislým praporem minometů. Invazní síly dále doplňovalo několik podpůrných jednotek ženistů, spojařů, zásobovačů a vojenské policie.
Kvůli samotné invazi bylo 3. loďstvo posíleno o dvě eskadry torpédoborců (水雷戦隊 suirai sentai), těžký křižník Maja od 2. loďstva a lehkou letadlovou loď Rjúdžó od 1. letecké floty (航空艦隊 kókú kantai). Filipínský úderný svaz tak sestával vedle Rjúdžó z celkem pěti těžkých křižníků (Mjókó, Nači, Haguro, Ašigara a Maja), pěti lehkých křižníků (Kuma, Nagara, Natori, Džincú a Naka), 29 torpédoborců, čtyř mateřských lodí pro hydroplány (Čitose, Mizuho, Sanuki Maru a Sanjó Maru), 17 minolovek a minonosek a čtyř torpédovek. Navíc vylodění v Lingayenském zálivu podporoval od 18. do 23. prosince hlavní svaz 2. loďstva v čele s bitevními loděmi Kongó a Haruna.
Armádní 5. letecká divize, která koncem listopadu přeletěla na Formosu z Mandžuska, mohla do boje nasadit 4. sentai (戦隊 ~ letecký pluk) se 72 stíhacími Ki-27 „Nate“, 27 bitevními Ki-30 „Ann“ a 54 bombardéry Ki-15 „Babs“, Ki-21 „Sally“ a Ki-48 Sokei/„Lily“ v pěti čútai (中隊 ~ perutích): 8., 14., 16., 50. a 24. K tomu je ještě třeba přičíst 34 průzkumných letounů 10. dokuricu čútai (独立中隊 ~ nezávislá peruť). Jedenáctou námořní flotu tvořily 21. a 23. letecká flotila (航空戦隊 kókú sentai) s celkem pěti a půl kókútai (航空隊 ~ letecký pluk, či letecká skupina): 1., 3., Tainan, Takao, Toko a polovina Kanoja kókútai (proti Filipínám byla nasazena pouze polovina Kanoja kókútai, neboť zbytek jednotky se nacházel na základně Thu Dai Moi v Indočíně). Tyto kókútai disponovaly celkem 90 A6M2 „Zero“, 24 A5M „Claude“, 81 G4M1 Model 11 „Betty“, 36 G3M „Nell“, 24 létajícími čluny H6K „Mavis“ a 12 navigačními C5M „Babs“. Letecké síly námořnictva doplňovalo ještě 16 stíhacích A5M4 „Claude“ a 18 bombardovacích B5N1 „Kate“ z Rjúdžó a několik desítek pozorovacích a průzkumných hydroplánů F1M „Pete“, E8N „Dave“ a E13A „Jake“ na mateřských lodích pro hydroplány a křižnících.
Američané se rovněž obávali „páté kolony“ v podobě 30 000 Japonců žijících na Filipínách, přičemž nejvíce jich žilo v Davao na Mindanau. Po vypuknutí války byli odvlečeni do zajateckých táborů a někteří zabiti ustupujícími obránci.

### Obrana

#### Plány obrany: ORANGE-3 a RAINBOW 5

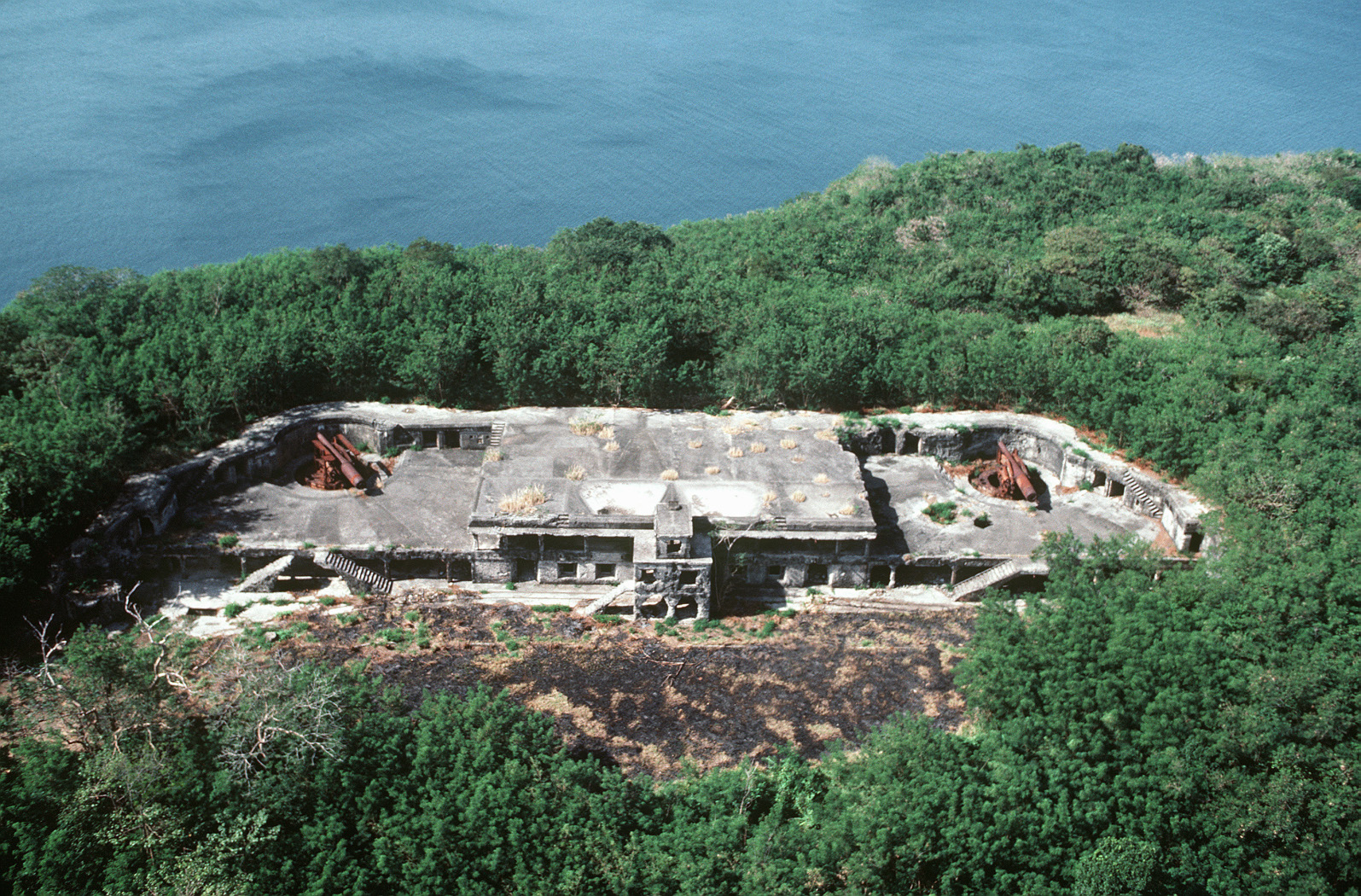
Zbytky baterie Cheney na západě Corregidoru. Baterie střežila vjezd do Manilské zátoky svými dvěma šestipalcovými (152,4 mm) děly.

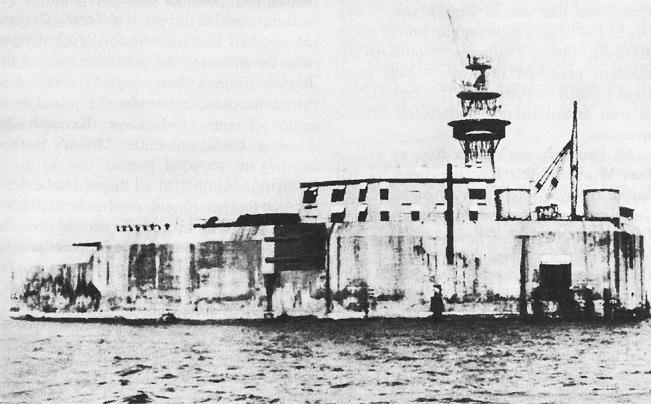
Jižně od Corregidoru střežila vjezd do Manilské zátoky Fort Drum – „betonová bitevní loď“ vybavená čtyřmi čtrnáctipalcovými (355,6 mm) děly ve dvou dvouhlavňových věžích.

Aktuálním plánem pro obranu Filipín byl válečný plán ORANGE-3 z dubna 1941, který vycházel ze společného plánu armády a námořnictva ORANGE z roku 1938. Plán počítal s překvapivým útokem Japonska bez vyhlášení války a s invazí přibližně 100 000 japonských vojáků, kteří se pokusí dobýt Manilu. Předpokládalo se, že varování přijde (pokud vůbec) nejvýše 48 hodin předem a Filipínská posádka se tak bude muset spolehnout pouze sama na sebe, bez pomoci z vnějšího světa.
Nejlepším obdobím k útoku bylo vyhodnoceno období sucha, nejpravděpodobněji v prosinci nebo v lednu. Američané rovněž vcelku správně předpokládali, že hlavní útok bude veden na Luzon a bude proveden sérií několika vylodění na různých místech kvůli rozptýlení obrany. Stejně tak byl předpokládán letecký úder bez varování a snaha Japonců zajistit co nejdříve předsunutá letiště.
Vzhledem k těmto všem předpokladům se ani nepočítalo s tím, že by bylo možné odrazit japonský útok. Obránci se měli stáhnout na poloostrov Bataan a ostrov Corregidor a tam klást odpor po dobu 6 měsíců. Cílem bylo blokovat Manilskou zátoku a znemožnit tak využití Manily jako námořní základny.
ORANGE-3 ale již neříkal nic o tom, co by se mělo stát po šesti měsících, až se obrana Bataanu zhroutí, takže neexistoval žádný plán na evakuaci Bataanu. Nejspíš se předpokládalo, že do té doby Tichomořské loďstvo z Pearl Harboru svede rozhodující vítěznou bitvu s japonským loďstvem a obnoví se přísun zásob a posil na Filipíny, díky čemuž bude možné přejít do protiútoku. Nic takového se ale nestalo a ve skutečnosti tomuto scénáři nikdo z velitelů v dubnu 1941 nevěřil a námořní velitelé byli přesvědčeni, že bude trvat nejméně dva roky, než se loďstvo probojuje k Filipínám. Filipínská posádka tak de facto byla odsouzena k záhubě v samotném počátku.
V říjnu 1941 obdržel MacArthur nový válečný plán RAINBOW 5, který již rovnou počítal se ztrátou Filipín a mandátních území Guam a Wake. Prioritou měla být válka v Evropě a na Filipínách se počítalo jenom s obranou Manilské zátoky. S tím ale MacArthur nesouhlasil a dožadoval se revize válečných plánů a generál George C. Marshall mu počátkem listopadu vyhověl. Obráncům Filipín mělo být poskytnuto vše potřebné k obraně. MacArthur měl v plánu vést aktivní obranu a zejména s pomocí silného letectva napadat zázemí postupujících Japonců. Ale ani MacArthur nepočítal s obranou delší než šest měsíců.

#### USAFFE

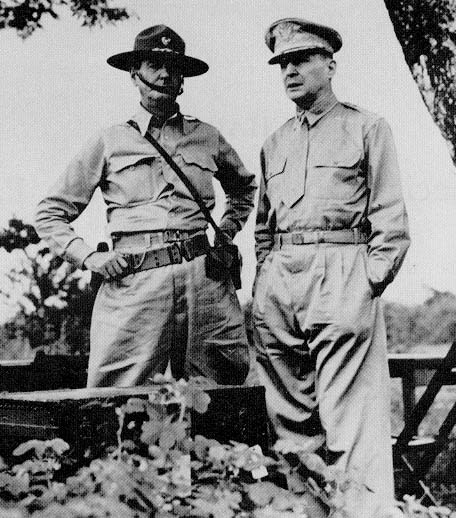
Vrchní velitel USAFFE generál Douglas MacArthur (vpravo) a velitel Filipínské divize generálmajor Jonathan M. Wainwright

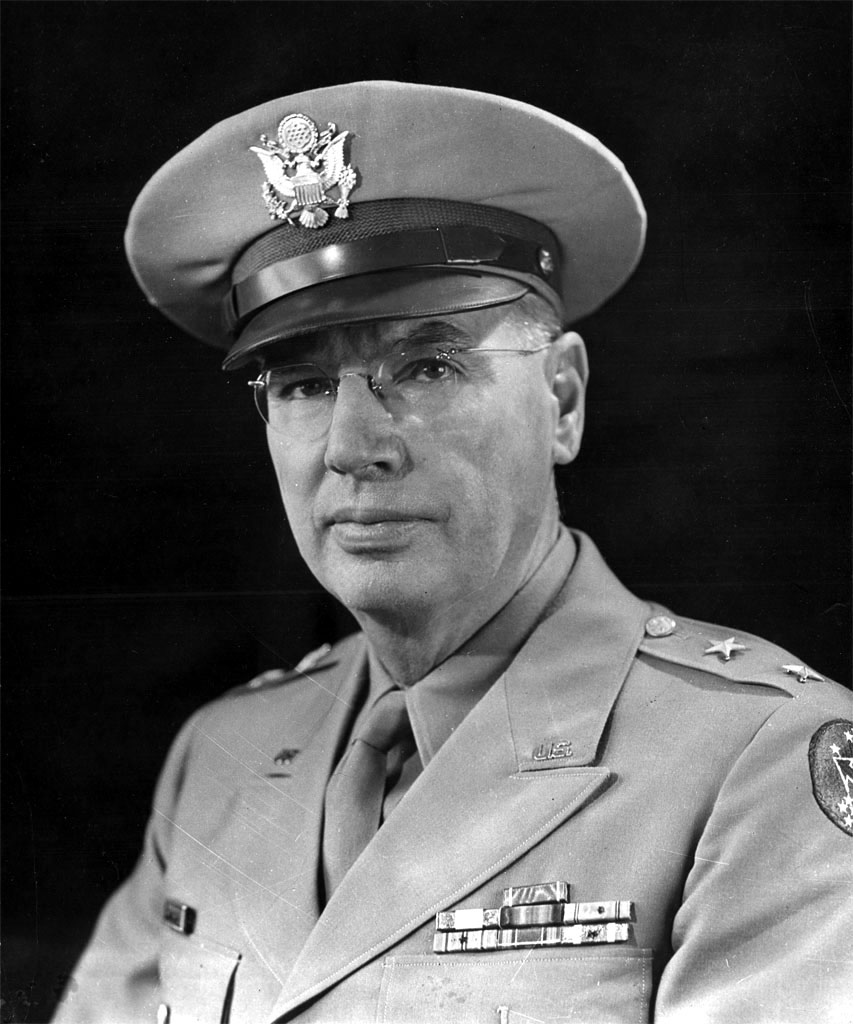
Velitel Přístavní obrany generálmajor George F. Moore

Koncem roku 1940 začaly USA – pod vlivem stupňujícího se mezinárodního napětí v oblasti – pomalu posilovat obranu Filipín. Ta byla svěřena americké dálněvýchodní armádě (US Army Forces in the Far East ~ USAFFE) generála Douglas MacArthura, který byl v létě 1941 opět povolán do služby. Samotná USAFFE byla založena ministerstvem války 26. července 1941 a skládala se z Filipínského vojenského okruhu (Philippine Department) americké armády a ozbrojených sil filipínského společenství. Obě složky se tak poprvé dostaly pod jedno velení. K 21. červenci 1941 – tedy před zařazením do USAFFE – měl Filipínský okruh 22 532 mužů, z čehož ale pouze 10 560 byli Američané. Zbývajících 11 972 mužů tvořili Filipínští skauti (Philippine Scouts ~ PS), jejichž navýšení na 12 000 mužů schválil prezident Roosevelt v lednu 1941. Tehdy byla jejich síla pouhých 6500 mužů.
MacArthur doporučil nahradit dosavadního velitele Filipínského okruhu generálmajora George Grunerta, který měl čtyři měsíce před odchodem ze služby. Ministerstvo války proto Grunerta odvolalo a na jeho místo jmenovalo 23. října MacArthura.
Největší vojenskou jednotkou na Filipínách byla Filipínské divize generálmajora Jonathan M. Wainwrighta. Ovšem divizí byla pouze podle jména. Chybělo vybavení a ani organizace neodpovídala běžné divizi. Její součástí byl i 31. pěší pluk, který byl jediným pěším plukem na Filipínách složeným výhradně z Američanů. Kromě 31. pluku, příslušníků štábu a několika vojenských policistů byl zbytek příslušníků Filipínské divize tvořen Filipínskými skauty. Ti byli organizováni v 45. a 57. pěším pluku filipínských skautů. Dělostřelectvo Filipínské divize představovaly 23. a 24. pluk polního dělostřelectva vyzbrojené 75mm děly. K vytvoření třetího pluku polního dělostřelectva, ani praporu 155mm houfnic již nedošlo. K 31. červenci 1941 měla divize 10 233 mužů a byla umístěna na Luzonu v Manile a nejbližším okolí.
Kromě Filipínské divize se v červenci 1941 na Filipínách nacházely další menší jednotky americké armády. 5360 mužů Přístavní obrany (Harbor Defenses) generálmajora George F. Moora střežilo vjezdy do Manilské zátoky (Corregidor a pevnosti Hughes na ostrově Caballo, Fort Drum na El Fraile a Fort Frank na Carabao) a do Subické zátoky (Fort Wint na ostrově Grande) na západě Bataanu. Dále tu byly 26. pluk kavalerie PS, dva pluky (86. a 88.) polního dělostřelectva PS a zásobovací, signální a policejní jednotky.
MacArthur volal po posilách, ale po letech izolacionismu, omezování výdajů na armádu a nakonec i produkci určené pro armády spojenců v rámci zákona o půjčce a pronájmu nebylo kde brát. Proto musel být rád, že se mu podařilo získat aspoň něco. Do 30. listopadu 1941 dorazily ze Států 200. pobřežní dělostřelecký pluk s dvanácti 76,2mm a dvaceti čtyřmi 37mm protiletadlovými děly a 192. a 194. tankový prapor s celkem 108 lehkými tanky M-3 Stuart. Dorazilo také deset 75mm houfnic, lehké kulomety, jeepy, ambulance a další materiál. Filipíny dokonce dostaly v zásobování přednost před Havají. Ke stejnému datu měl Filipínský okruh 31 095 mužů. Z toho bylo 19 116 Američanů a 11 988 Filipínských skautů.

#### Rozmístění USAFFE

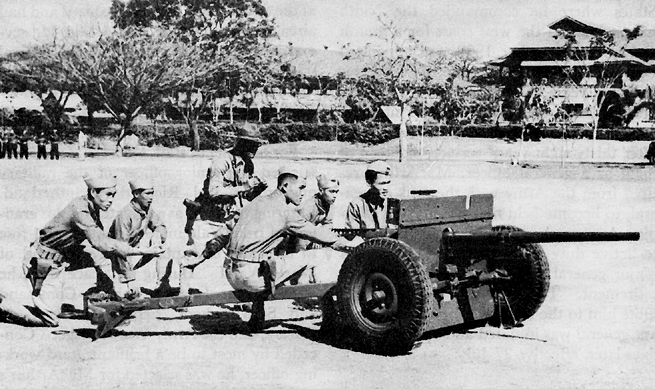
Filipínští skauti nacvičují ve Fort William McKinley (jižně od Manily) střelbu z 37mm protitankového kanónu M3

MacArthur rozdělil USAFFE na čtyři taktická velitelství. Severoluzonské síly (North Luzon Force) měly na starost nejohroženější oblast Luzonu severně od Manily, včetně Bataanského poloostrova. Její velení převzal 3. prosince generálmajor Wainwright. Byly mu podřízeny 11., 21. a 31. pěší divize Filipínské armády (FA), 26. kavalerie Filipínských skautů (FS), jeden prapor 45. pěšího pluku FS, dvě baterie 155mm děl FS a baterie 74,9mm horských děl FS. Formálně mu podléhala i 71. divize FA, ale ve skutečnosti o jejím nasazení mohlo rozhodnout pouze USAFFE.
Jiholuzonské síly (South Luzon Force), které byly podstatně slabší než Severoluzonské, měly na starosti obranu Luzonu jižně od Manily a velel jim brigádní generál George M. Parker, Jr. Skládaly se ze dvou divizí (41. a 51.) FA a 86. baterie polního dělostřelectva FS.
Obranu zbývajících filipínských ostrovů měly na starosti síly Visayan–Mindanao (Visayan–Mindanao Force) pod velením brigádního generála William F. Sharpa. Kromě velení se skládaly výhradně z příslušníků FA organizovaných do 61., 81. a 101. divize FA. 61. divize byla umístěna na Panay, 81. na Cebu a Negros a 101. měla bránit Mindanao. Úkolem těchto divizí byla především ochrana letišť a nepředpokládalo se, že by měly bránit pobřeží před vyloděním. K obraně průlivů mezi jednotlivými ostrovy měla být ze Států dodána 155mm děla, která byla slíbena MacArthurovi. Jejich dodávka byla naplánována na duben 1942, což už ale bylo příliš pozdě.
Čtvrtou skupinou byly rezervy (Reserve Force), které se nacházely v Manile a nejbližším okolí severně od města. Podléhaly přímo MacArthurovu štábu a skládaly se z téměř celé Filipínské divize (bez jednoho praporu), 91. divize FA, 86. jednotky polního dělostřelectva FS, dálněvýchodního letectva (které ale bylo dislokováno i jinde) a velitelství Filipínského departmentu a FA. Pátou skupinu tvořila Přístavní obrana generálmajora Moora.

#### Americké armádní letectvo pro dálný východ

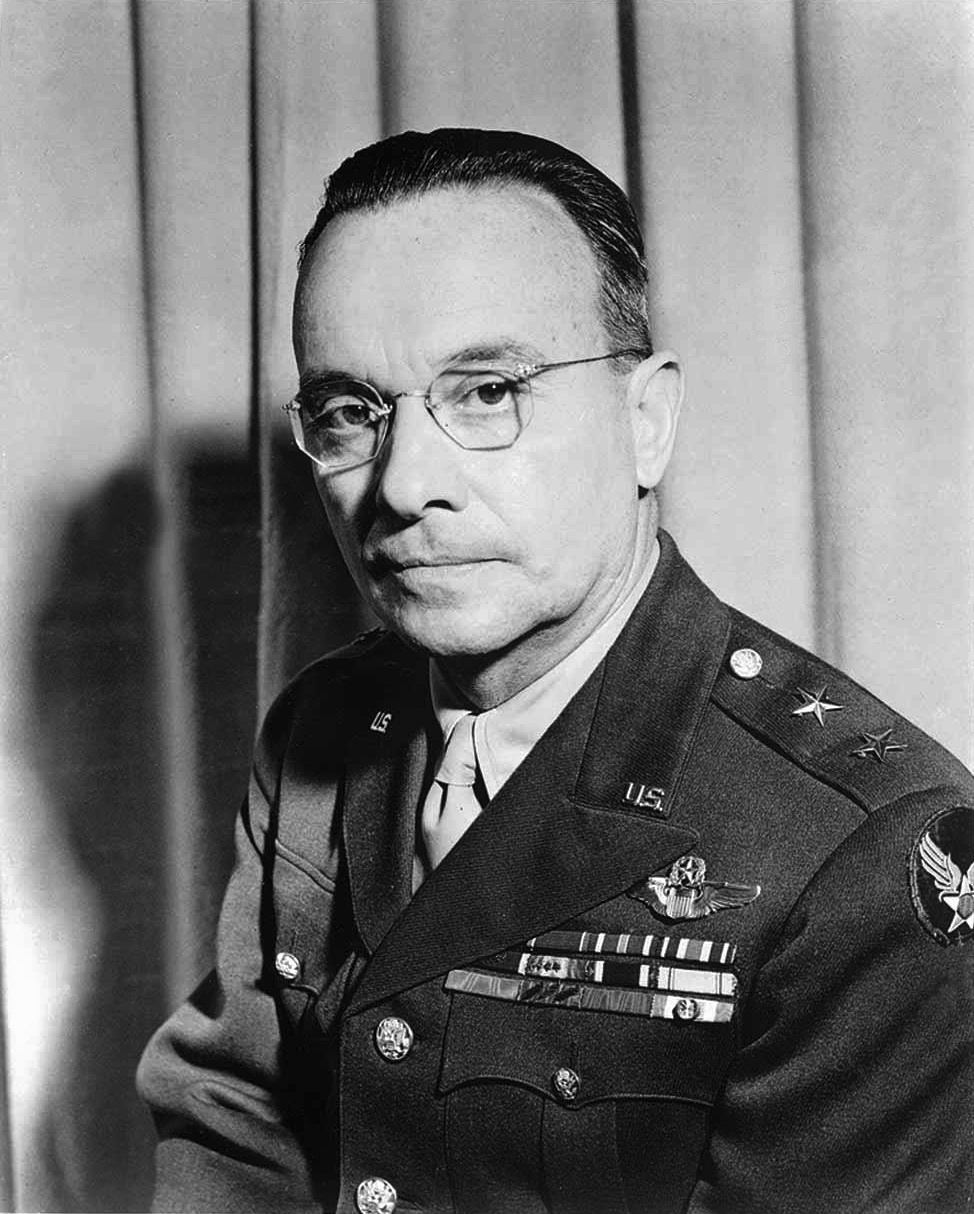
Generálmajor Lewis H. Brereton byl od 13. listopadu 1940 velitelem amerických leteckých sil na Filipínách

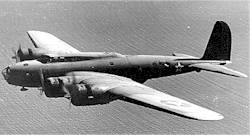
B-17C Flying Fortress představovaly spolu se stroji ve verzi D výzbroj čtyř z pěti BS. Oproti pozdějším modelům postrádaly zadní střeliště a hřbetní a spodní střelecké věže.

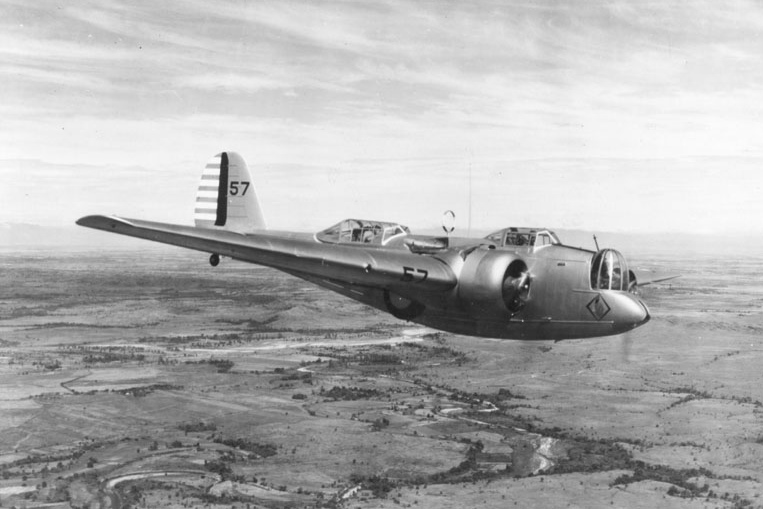
Zastaralé B-10B byly předány Filipínskému letectvu

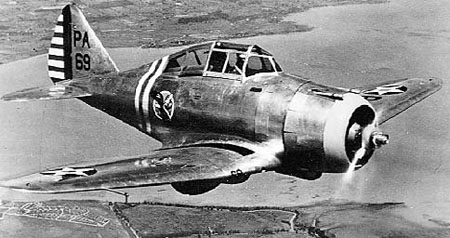
P-35A byl hlavním stíhačem FEAF až do příchodu modernějších P-40

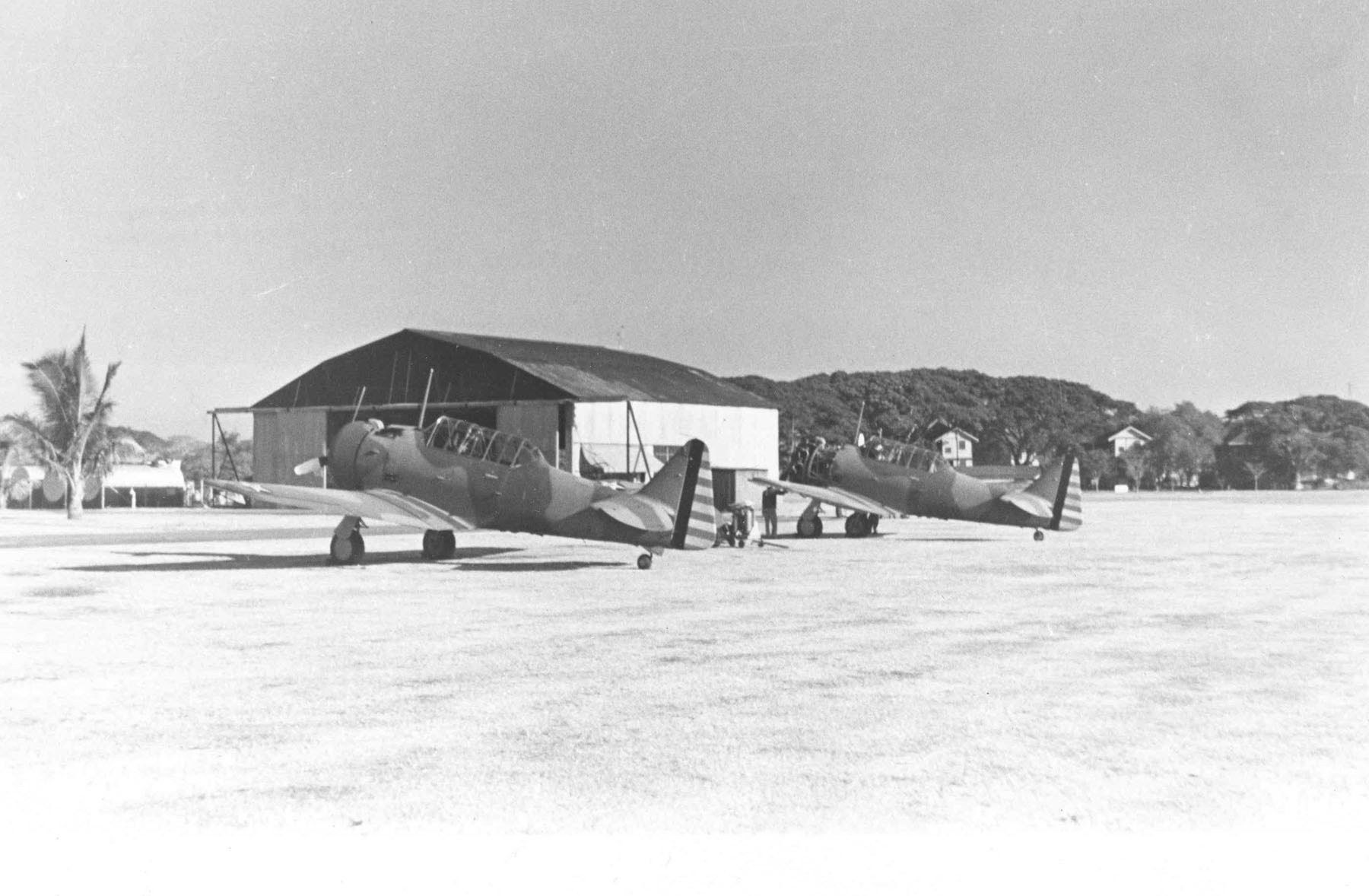
Dva A-27 od 17. PS na Nichols Field v roce 1941

Americké armádní letectvo pro dálný východ (US Army Forces in the Far East Air Force ~ USAFFEAF, též jenom Dálněvýchodní letectvo Far East Air Force ~ FEAF) dostalo 13. listopadu 1940 nového velitele, kterým se stal generálmajor Lewis H. Brereton. Dne 4. srpna 1941 bylo FEAF podřízeno MacArthurovi a jeho štábu.
Americké letectvo na Filipínách bylo rovněž dlouho zanedbáváno. Proto se počátkem 40. let dělalo vše pro jeho posílení, včetně zabavování strojů určených pro jiná letectva. Koncem roku 1940 tak byly Filipíny posíleny o část ze 60 zabavených stíhacích Seversky EP-106 určených pro Švédsko. Ty potom spolu s 48 P-35A a prvními modely P-40 tvořily páteř stíhacího letectva FEAF na Filipínách. Situace Filipínského letectva byla ještě horší. To se muselo spokojit se zastaralými P-26A Peashooter, které mu přenechalo FEAF po obdržení P-35A.
Situace u bombardovacího letectva vypadala obdobně. Zastaralé bombardéry B-10B byly na přelomu let 1940 a 1941 nahrazeny za jenom o něco málo lepší B-18A Bolo. Vyřazené B-10B pak putovaly k Filipínskému letectvu.
Velitel USAAF generálmajor Henry H. Arnold zdůraznil v červenci 1941 nutnost posílit letectvo na Filipínách. První skutečně moderní stroje na Filipínách představovala dodávka prvních 31 kusů P-40B Tomahawk. Podle Krvavá jatka I. se tak stalo v březnu 1941, zatímco podle Mortona k tomu došlo až v srpnu. Do 8. prosince dorazilo na Filipíny celkem 107 P-40 ve verzích B a E a byly přiděleny k jednotlivým perutím 24. PG (Pursuit Group ~ stíhací skupina): 3. PS (Pursuit Squadron ~ stíhací peruť) na Iba Field, 17. a 21. PS na Nichols Field a 20. PS na Clark Field.
P-40 byl navržen jako přepadový stíhač a jako takový se v manévrovém boji nemohl měřit s japonskými stíhačkami. Jak poukazoval Čankajškův americký letecký poradce plukovník Claire Chennault, bylo v souboji s obratnějšími japonskými stroji třeba použít taktiku „udeř a uteč“ a využít tak vyšší rychlost P-40. Tyto rady ale zůstaly na Filipínách nevyslyšeny (pokud se k pilotům vůbec dostaly) a piloti se se svými P-40 pouštěli do manévrového vzdušného boje s mnohem obratnějším protivníkem. Dalším nedostatkem bylo používání neohrabaných trojčlenných formací. V neposlední řadě pak hrálo roli i hrubé podcenění letadel a pilotů protivníka, kteří byli – na základě článku JAPAN'S BUSH LEAGUE AIR FORCE (Letecká liga japonských křováků) v American aviation magazine – považováni za neschopné a létající na špatných kopiích západních letadel. O to větší byl pro Američany šok, když se v boji setkali se Zerem. Někteří piloti P-40 později přiznali, že raději vyčerpali palivo někde v bezpečí a poté svůj stroj opustili na padáku, než aby se svojí P-40 riskovali střetnutí se Zerem!
Situace u bombardovacího letectva se zlepšila v září 1941 s dodávkou prvních devíti „létajících pevností“ B-17D 14. BS (Bombing Squadron ~ bombardovací peruť). Do 8. prosince dorazilo celkem 35 strojů ve verzích C a D v celkem třech vlnách. Každá vlna letěla z Pearl Harboru přes Midway na Wake, odkud s narušením vzdušného prostoru japonských mandátních území v centrálním Pacifiku přeletěla do Port Moresby a následně přes Darwin na Clark Field. B-17 tvořily hlavní výzbroj 19. BG (Bombing Group ~ bombardovací skupina), jejíž čtyři (14. a 93. na Del Monte a 28. a 30. na Clark Field) z pěti perutí byly vybaveny právě létajícími pevnostmi. Dalších 12 strojů 7. BG bylo během mezipřistání v Pearl Harboru zaskočeno japonským útokem. Většina B-17 na Filipínách byla ponechána v barvě kovu, což mělo značný demaskující efekt a pouze několik z ních bylo kamuflováno olivověšedohnědou barvou (Olive Drab) na horních a bočních plochách.
52 střemhlavých bombardérů A-24 Banshee pro 27. BG nebylo nikdy dodáno, ačkoliv její personál a piloti již na Filipínách byli.
Situaci (nejenom) letectva na Filipínách – zejména stíhačů – nezlepšoval ani nedostatek munice pro palubní zbraně. Z požadovaných šesti milionů kusů půlpalcové munice pro palubní zbraně letadel a dalších 13,3 milionů kusů pro pozemní instalace bylo na Filipíny dodáno pouhých 3 800 000 kusů. Ty musely být navíc do nábojových pásů zasouvány ručně. Z toho důvodu si piloti P-40 mohli nechat o ostrých střelbách jenom zdát. Později se rovněž ukázalo, že se kulomety Browning velice často zasekávají a tak i když se americkým stíhačům přece jen podařilo dostat Zero (či jiný cíl) do zaměřovače, často zjistili, že například ze šesti kulometů P-40E ani jeden nevystřelil.
Letiště na Filipínách měla vesměs nezpevněný povrch. V období dešťů se stávala nepoužitelnými, neboť se měnila v bažiny a v období sucha zase operace znesnadňoval zvířený prach. Hlavní základnou byl Clark Field (15°11′9″ s. š., 120°33′30″ v. d.), kde měly základnu 20. PS, 28. a 30. BS a 2. OS (Observation Squadron ~ pozorovací peruť). Nacházel se asi 60 mil (96,6 km) severně od Manily a jižně od něj se nacházelo Del Carmen (14°59′ s. š., 120°29′30″ v. d.), na kterém měla základnu 34. PS s P-35A. Jižně od Manily ležel Nichols Field (14°30′30″ s. š., 121°1′ v. d.), kde měli základnu stíhači 17., 20. a 21. PS. Nielson Field (14°33′24″ s. š., 121°1′24″ v. d.) jihovýchodně od Manily se pro operační létání nepoužívalo, ale bylo tu umístěno velitelství dálněvýchodního letectva. Na severu Mindanaa se nacházelo Del Monte (8°21′ s. š., 124°51′ v. d.), které bylo druhým a posledním letištěm, ze kterého mohly operovat B-17. Kromě těchto letišť se na Filipínách nacházela řada záložních a nouzových ploch. Všechna letiště ale trpěla nedostatkem místa pro rozptýlení letounů, takže letouny se na zemi stávaly snadným terčem – jak se později potvrdilo.
Jediný funkční radar byl SCR-270B v Iba na západě Luzonu (Morton uvádí druhý radar u Manily). Včasné varování proto záviselo hlavně na síti 200 pozemních pozorovatelů. Rovněž byl nedostatek protiletadlových děl, která by chránila letiště.
Celkem mělo americké armádní letectvo k 30. listopadu 1941 na Filipínách 5609 mužů, včetně 669 důstojníků.

#### Námořnictvo a námořní pěchota

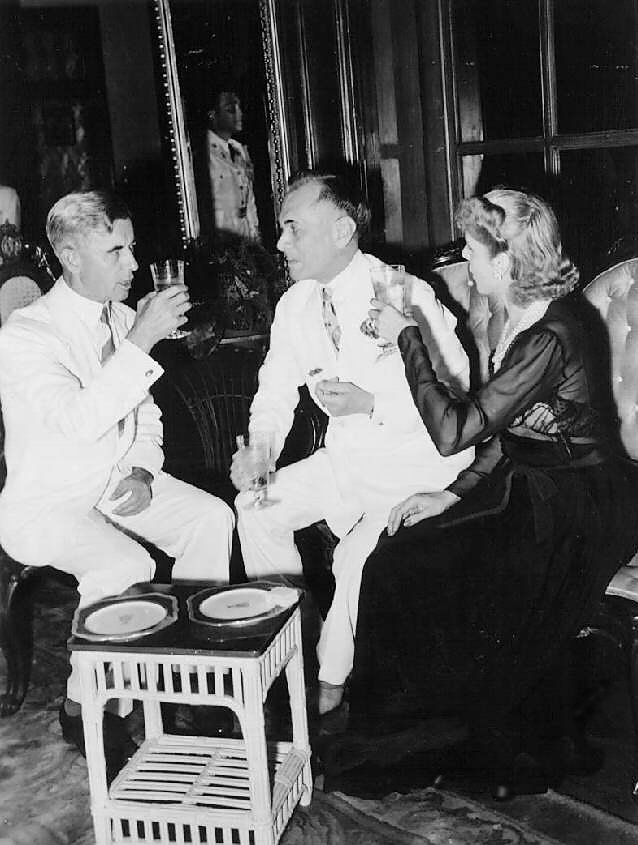
Velitel asijského loďstva Thomas C. Hart (vlevo) spolu s prezidentem Filipínského společenství Manuelem Quezonem a novinářka Clare Boothe Luce, listopad 1941

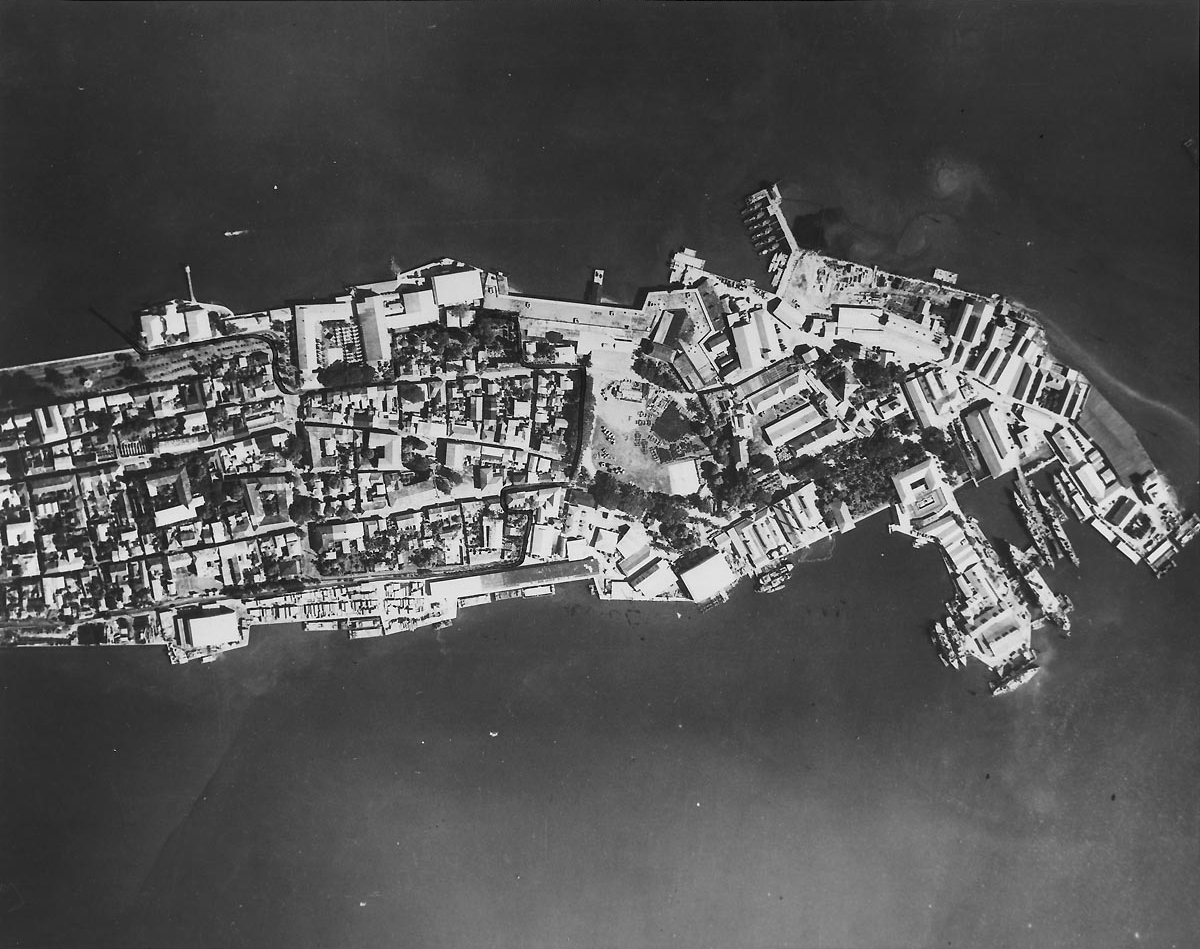
Cavite 27. října 1941. U severního mola (vpravo nahoře) je zakotveno šest torpédových člunů PT a v jižním bazénu jsou zakotveny zásobovací loď ponorek USS Canopus a dva torpédoborce

Asijské loďstvo USA mělo velitelství v Manile a velitelství 16. námořní oblasti (Naval District) se nacházelo v Cavite, jihozápadně od Manily. Velitelem asijského loďstva byl admirál Thomas C. Hart a jeho velení podléhaly v předvečer vypuknutí války tyto jednotky: těžký křižník USS Houston, lehký křižník USS Marblehead, 13 čtyřkomínových torpédoborců třídy Clemson a celkem 29 ponorek. Ty doplňovalo sedm dělových člunů v Číně, jachta USS Isabel, šest velkých minolovek, dva tankery (USS Pecos a USS Trinity) a oceánský remorkér USS Napa. Ne všechny jednotky se ale nacházely na Filipínách. Například lehký křižník Marblehead se spolu s pěti torpédoborci nacházel v Tarakanu na Borneu a další čtyři torpédoborce byly v Balikpapanu na Borneu. Pět ze sedmi dělových člunů Asijského loďstva působících v Číně bylo v listopadu převeleno na Filipíny. Jednalo se o USS Asheville, USS Tulsa, USS Oahu, USS Luzon a USS Mindanao. Zbývající USS Wake byl odstrojen a ponechán v Číně k demolici a USS Tutuila byla předána Číňanům. Na druhou stranu se ve filipínských vodách na Cebu nacházel lehký křižník USS Boise, který patřil k Pacifickému loďstvu.
Letecký průzkum zajišťovalo celkem 28 létajících člunů PBY-4 Catalina od Patrol Wing 10, které byly organizovány do perutí VP-101 a VP-102. Podporu jim zajišťovaly čtyři mateřské lodě pro hydroplány: USS Langley, USS Childs, USS William B. Preston a USS Heron.
Námořnictvo vybudovalo novou námořní základnu v Mariveles na jižním cípu poloostrova Bataan. Ta nahradila základnu Olongapo. Kromě toho bylo další námořní základnou Cavite na jižním břehu Manilské zátoky. Jak Manilská, tak Subická zátoka byly do konce srpna 1941 zaminovány.
Vedle ponorek bylo asijské loďstvo posíleno šesti torpédovými čluny PT (čluny PT-31 až -35 a PT-41). Z nich byla zformována 3. eskadra torpédových člunů se základnou v Cavite. Zbývajících šest objednaných člunů nikdy nedorazilo. Hart ale mohl počítat navíc se dvěma čluny Filipínské armády, které mu přislíbil MacArthur.
Na přelomu listopadu a prosince připlulo z Číny 750 vycvičených a vybavených příslušníků 4. pluku sboru námořní pěchoty. Jednalo se o většinu 4. pluku, kterému se podařilo opustit Čchin-chuang-tao předtím, než padlo do rukou Japonců. Čtvrtý pluk byl rozmístěn v Mariveles, Olongapo a na Corregidoru.

#### Mobilizace
MacArthur počítal s mobilizací 75 000 mužů desíti záložních divizí (11., 21., 31., 41, 51., 61., 71., 81., 91. a 101.) Filipínské armády mezi 1. zářím a 15. prosincem 1941. Mobilizace začala včas povoláním jednoho pluku od každé divize, ale nedostatek vybavení zdržoval výcvik. Američané a Filipínští skauti sloužili jako instruktoři. Druhé pluky se k divizím přidaly nejdříve až 1. listopadu a třetí pluky vznikaly až po vypuknutí války. Při vypuknutí války byla mobilizace dokončena pouze ze 2/3, ale nakonec se podařilo dosáhnout síly Filipínské armády asi 120 000 mužů.
Většina odvedenců byla negramotná, nebo nerozuměli jazyku svých velitelů a mnohdy ani sobě navzájem. Problémem byl i nedostatek vybavení. Většina Filipínců neměla ani kovové přilby a jenom ti šťastnější měli kožené boty. MacArthur sice požadoval dodání 125 000 přileb a 84 500 pušek M1 Garand, ty ale nebylo kde vzít. Hlavní zbraní FA tak byly staré Enfieldky a Springfieldky z první světové války. Kvůli nedostatku protitankových děl nebyl vytvořen ani jeden protitankový prapor.
Plukovník Clifford Bluemel, který byl pověřen velením 31. divize Filipínské armády, se o filipínských vojácích své divize vyjádřil, že dobře uměli pouze dvě věci: „první: když se objevil důstojník, křičet nahlas 'Pozor!', vyskočit a salutovat a druhou: dožadovat se tří jídel denně.“

### Poslední dny před válkou
| „ | Říkají, že dostáváme to nejnovější vybavení, ale my, kteří tu s tím létáme, víme, že není vhodné. Naše letadla – poslední P-40 – nejsou dost dobrá pro boj! Někdo ve Washingtonu řekl: «Jsou nejlepší» a tak je máme. Angličané nechtějí naše stíhačky, chtějí bombardéry… Víš Dee, jeden je z toho zhnusen, když riskuje svůj život pro naše všivácké zastaralé letectvo. | “ |
| — 2d Lt (~ poručík) G. Max Louk od 20. PS v dopisu své sestře, listopad 1941. Louk padl 8. prosince 1941 na Clark Fieldu, když byl jeho P-40B při startu během náletu zasažen pumou a Louk uhořel v kokpitu. | |   |

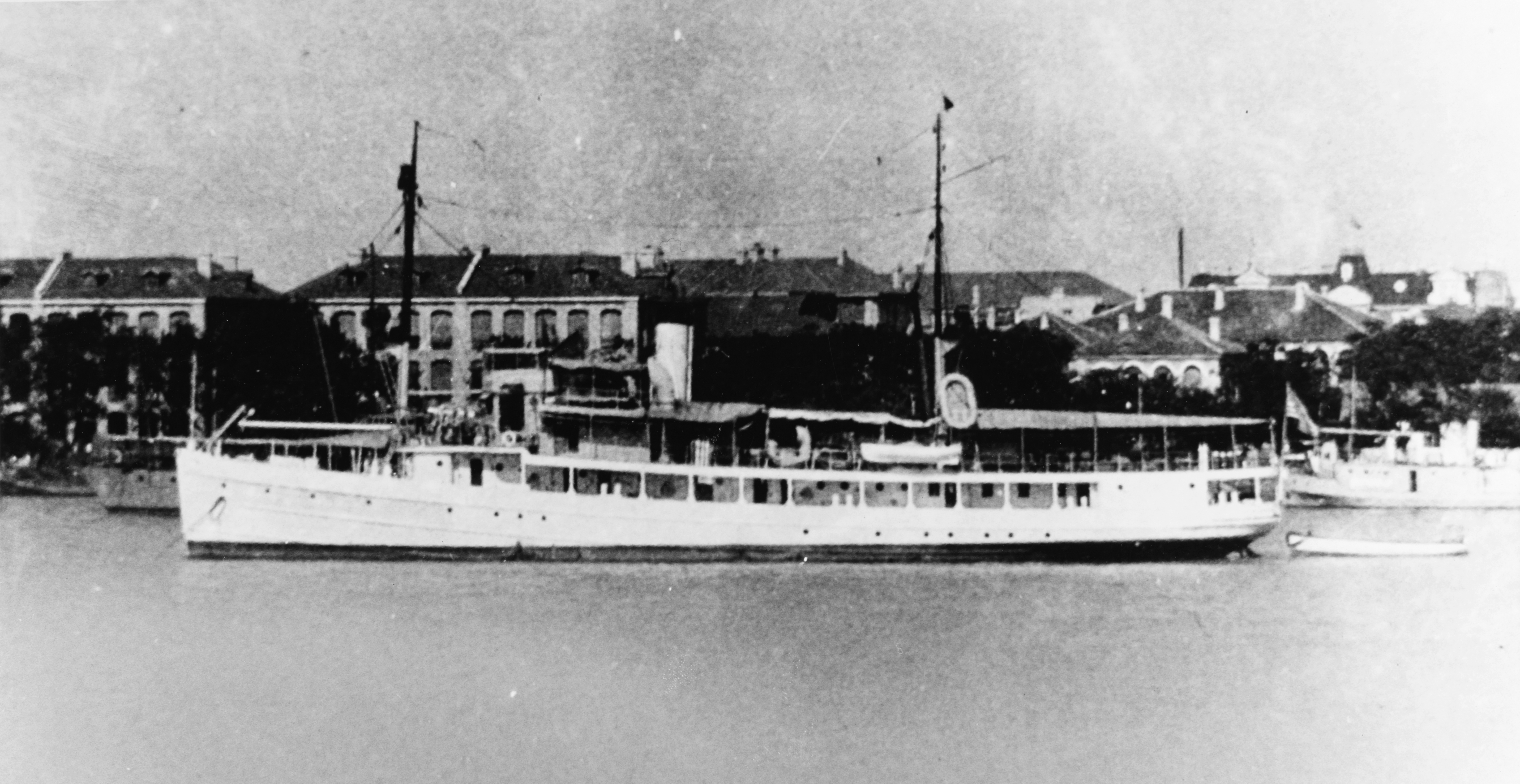
USS Pigeon (ASR-6), který byl jednou z lodí, které 1. prosince narazily na japonský konvoj. Pigeon byl potopen japonskými letadly 4. května 1942 u Corregidoru.

Mezinárodní napětí se na podzim 1941 stále více stupňovalo. Dne 27. listopadu varovalo americké ministerstvo obrany před nenadálým japonským útokem, který nebylo schopno předvídat, ale který bylo možno očekávat každým okamžikem. Říkalo se v něm rovněž:
| „ | …Jestliže nepřátelství nebude, opakuji nebude, možno zabránit, Spojené státy si přejí, aby se Japonsko dopustilo zjevného činu jako první. Tento postup by neměl, opakuji neměl, být vykládán jako omezení vašich opatření, která by ohrozila vaši obranu. Před vypuknutím japonských nepřátelských akcí je vám nařizováno provést průzkum a jiná opatření, která uznáte za vhodná. Hlaste přijatá opatření. Dojde-li k nepřátelství, řiďte se úkoly, jež vám byly přiděleny na základě RAINBOW 5… | “ |

Zajímavé na tomto sdělení, které bylo určeno Filipínám a Havaji, je jednak to, že se v něm nemluví o válce (war), ale o nepřátelství (hostilities) a hlavně instruktáž, že se Spojené státy nesmějí dopustit nepřátelství jako první, ale jinak mají velitelé povinnost zajistit průzkum a všechny potřebné opatření pro obranu. Přesto 2. prosince MacArthur odmítl vyslat jednu ze svých B-17 na průzkum zátoky Cam Ranh, o což ho žádal letecký maršál (Air Chief Marshal) sir Robert Brooke-Popham, vrchní velitel britských dálněvýchodních sil v Singapuru. MacArthur to odůvodnil tím, že má takové operace zakázané.
Také ministerstvo námořnictva odeslalo 27. listopadu varování podřízeným jednotkám. Po obdržení těchto zpráv se ještě téhož dne setkal MacArthur s Hartem a americkým komisařem pro Filipíny Francisem B. Sayre, aby probrali nutná opatření. Následujícího dne MacArthur seznámil štáb s přijatými opatřeními. Jedním z nich bylo i rozšíření leteckého průzkumu. Vážnost situace ale očividně nedocházela všem, neboť například velitel Nichols Field odmítl nechat kopat zákopy na svém letišti, protože by se tím zdevastoval trávník!
Dne 1. prosince narazila ve Formoské úžině malá skupinka amerických plavidel – složená z minolovky Finch, záchranného ponorkového plavidla Pigeon a dělových člunů Luzon a Oahu – na japonský konvoj doprovázený válečnými plavidly a směřující na jih. K žádnému incidentu nedošlo, nad americkými plavidly pouze zakroužil hydroplán a každý konvoj pokračoval vlastní cestou.
Před rozedněním 4. prosince nacvičovalo šest P-40B od velitelské (HS) a 20. PS noční stíhání ve spolupráci s B-18 a světlomety. Během toho narazila dvojice 1st Lt (~ nadporučík) Joseph H. Moore (20.) a 1st Lt William Cummings (HS) na neidentifikovaný letoun, který považovali za P-35. Letoun jim zmizel ve tmě, ale po přistání se ukázalo, že žádná jiná vlastní letadla v oblasti nebyla. Rovněž radar SCR-270B v Iba zaregistroval neidentifikovaný kontakt letící podél západního pobřeží Luzonu na jih. Po půlnoci na 5. prosince zaznamenal SCR-270B opět neznámý kontakt, proti kterému odstartoval jeden P-40E od 3. PS z Iba. Kvůli ztrátě radiového spojení ale cíl nenašel a musel se vrátit. Tu samou noc byl před úsvitem během dalšího nácviku nočního stíhání opět zpozorován další neidentifikovatelný letoun. Na základě těchto incidentů povolil náčelník MacArthurova štábu brigádní generál Richard K. Sutherland sestřelení vetřelců nad Luzonem, ale zakázal jejich stíhání nad mořem.
V sobotu 6. prosince nařídil MacArthur Severoluzonským silám pohotovost, aby byly připraveny se okamžitě přesunout na pobřeží a hájit vyloďovací pláže. Letadla byla rozptýlena na letištích (jak jen to nedostatek místa dovoloval) a hlídána kvůli obavám ze sabotáží.
V noci ze 7. na 8. prosince – ještě před napadením Pearl Harboru – radar v Iba opět po několika dnech zaznamenal neidentifikovaný kontakt letící podél západního pobřeží k jihu. Jednalo se o čtveřici rikkó (tedy buďto G3M nebo G4M) na meteorologickém průzkumném letu. Odstartovalo proti nim šest P-40E od 3. PS z Iba, ale opět kvůli ztrátě spojení (a neznalosti letové hladiny Japonců) nic nenašly.

## První úder: MacArthurův Pearl Harbor 8. prosince 1941

### Reakce na Pearl Harbor a první útoky

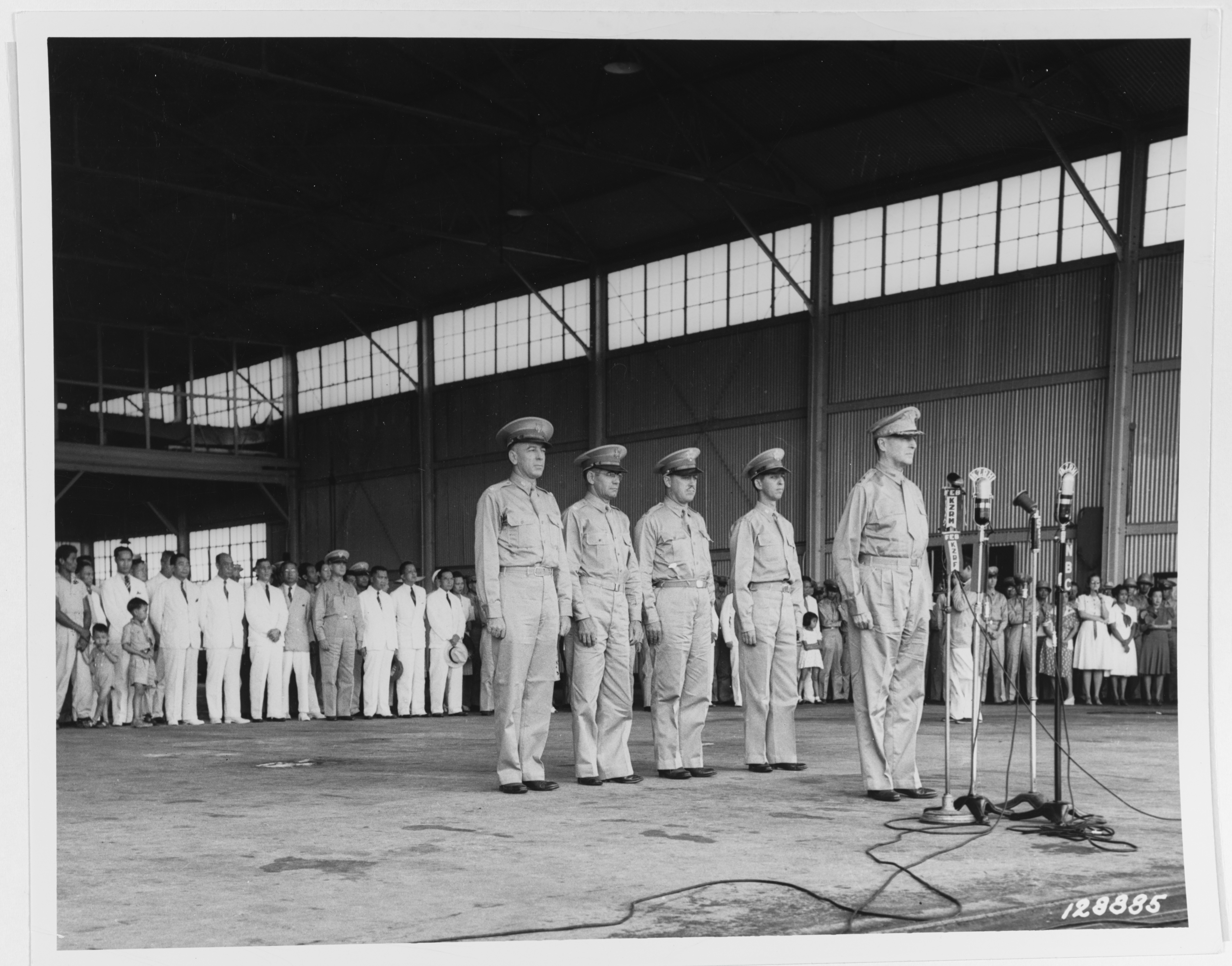
Ceremonie v Camp Murphy, Rizal, 15. srpna 1941 u příležitosti založení sboru filipínského armádního letectva. U mikrofonu je Douglas MacArthur a v řadě za ním (zleva doprava): brigádní generál Richard K. Sutherland, plukovník Harold H. George, podplukovník William F. Marquat a major LeGrande A. Diller.

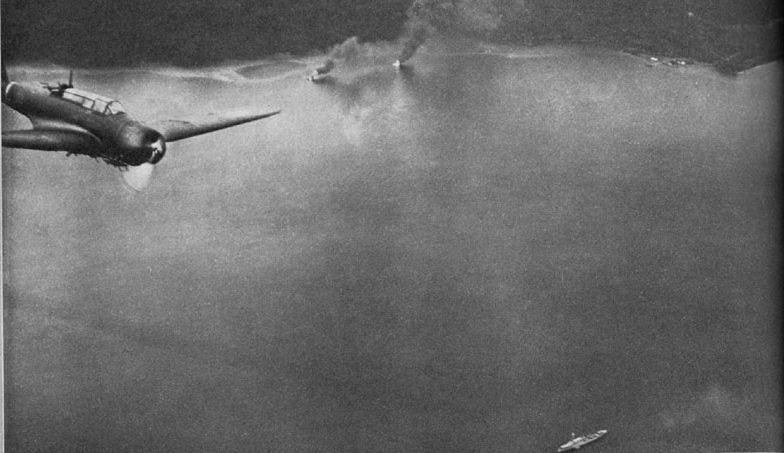
Malalag Bay 8. prosince 1941 po sedmé hodině ráno: Kankkó B5N1 z Rjúdžó přelétá nad zásobovací lodí hydroplánů USS William B. Preston. Pumové závěsy jsou prázdné, což znamená, že tento kankkó již svůj útok provedl. U pobřeží hoří zbytky obou PBY-4, které rozstříleli doprovodní stíhači.

První zprávy o útoku na Pearl Harbor zachytila stanice Východoasijského loďstva v Manile ve 2:30 v pondělí 8. prosince (na Havaji bylo 8:00 7. prosince). Za půl hodiny se zpráva dostala k admirálu Hartovi a ten rozkázal vysílat jí dál, aby jí zachytily i další lodě. Ve 3:30 se o útoku dozvěděl náčelník MacArthurova štábu brigádní generál Richard K. Sutherland, který zprávu o útoku slyšel z rozhlasu. Sutherland okamžitě o útoku informoval MacArthura, který v té době byl ve svém apartmánu hotelu Manila. Rovněž Clark Field se o útoku dozvěděl z rozhlasového vysílání. Ráno již o útoku na Pearl Harbor věděli všichni. Přesto se podařilo něco naprosto neuvěřitelného: japonský útok na americká letiště zaskočil Američany nepřipravené a s letouny na zemi…
Jako první zaútočily námořní letouny z Rjúdžó na Mindanao a armádní bombardéry z letišť Čchia-tung a Ťiaji na severu Formosy na sever Luzonu. Krátce po 6:00 dorazily nad svůj cíl – Davao na Mindanau – letouny z Rjúdžó, ale jelikož letiště i přístav byly prázdně, pokračovaly dál v pátrání a v 7:10 zaútočily na mateřskou loď hydroplánů USS William B. Preston a dvě zakotvené PBY-4 Cataliny (101-P-4 a 101-P-7) od VP-101. Zničily obě Cataliny, ale William B. Preston unikl bez poškození. První útok na Filipíny stál Japonce pouze jeden B5N1 z Rjúdžó. Osmá čútai vyslala 25 Ki-48-Ib Sokei, které krátce po 9:00 zaútočily na letiště u města Tuguegarao. Čtrnáctá čútai vyslala 18 Ki-21-IIa, které ve stejnou dobu zaútočily na Camp John Hay v Baguio.

### Americká reakce (8:00 – 12:35)

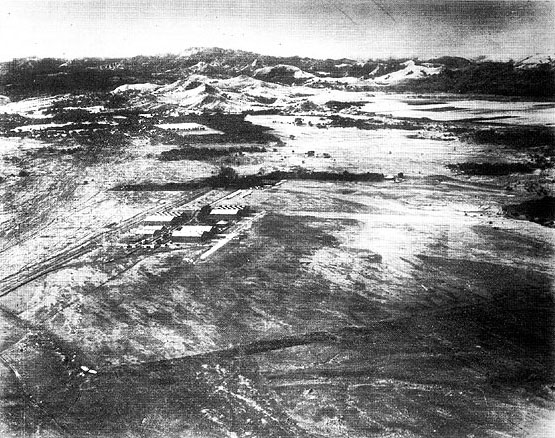
Pohled na Clark Field v roce 1938 od východu. Za letištěm je vidět Fort Stotsenburg (obdélníkový prostor lemovaný stromy vlevo nahoře) a pohoří Zambales

Jako reakci na první radarový kontakt nad Luzonem (armádní bombardéry mířící na Baguio a Tuguegarao) odstartovaly mezi 8:00 a 8:30 stíhačky 17. a 20. PS. Radarový kontakt ale zmizel a stíhačky na žádného nepřítele nenarazily. S ubývajícím palivem se nejprve v 10:45 vrátila na Clark Field 17. PS a poté i 20. PS. Vystřídala je část 34. PS, která kroužila nad Iba. Obranu Clark Fieldu, Corregidoru a Iba kolem poledne zajišťovaly hlídky 3., 17. a 21. PS. Ty ale musely ve 12:30 přistát (ale některé stroje byly v době útoku stále ještě ve vzduchu) a dotankovat a 20. PS, která měla převzít hlídku nad Clark Fieldem, ještě neodstartovala.
Na americké straně se mezitím velitelé dohadovali o následujícím postupu. Již v 5:00 přijel na velitelství dálněvýchodního letectva generálmajor Brereton. Plánoval vyslat své B-17 z Clarku k dennímu náletu na Formosu. Neodvážil se ale vyslat útok na vlastní zodpovědnost a nedařilo se mu spojit se s MacArthurem, aby získal povolení. Spojil se pouze s brigádním generálem Sutherlandem, který schválil přípravu útoku, ale rovněž trval na tom, že útok musí potvrdit MacArthur. V 10:00 se opět Brereton pokusil získat povolení k útoku, ale (podle Breretona) to Sutherland zamítl. Vzápětí ale Breretonovi volal MacArthur a souhlasil s náletem v pozdních odpoledních hodinách. Mezitím měly být vyslány tři B-17 na průzkum japonských pozic na Formose. Zbývající B-17 začaly být v 11:30 vyzbrojovány pumami. Podle jedné Sutherlandovy verze chtěl Brereton mít napřed fotografie cílů, podle druhé Sutherlandovy verze to naopak byl Sutherland, kdo nařídil průzkumný let.
Po válce MacArthur popřel, že by mu Brereton navrhoval provedení útoku na Formosu a že naopak on sám plánoval provedení útoku ráno 9. prosince. Celkově je situace v americkém velení v ranních a dopoledních hodinách 8. prosince zahalena mnoha nejasnostmi a navzájem si protiřečícími výpověďmi. Situaci neulehčuje ani to, že Sutherland později měnil své výpovědi a i MacArthurovi výpovědi si odporují. Existují rovněž nejasnosti, jestli vůbec letadla (zejména B-17) na Clarku byla, či nebyla, vyrovnána na ploše a představovala snadný cíl. Podle japonských zdrojů se opravdu podařilo překvapit Američany s letouny vyrovnanými na ploše.

### Útok námořního letectva na Iba, Clark Field a Del Carmen
Clark Field a další letiště v okolí Manily měly napadnout letouny císařského námořního letectva ze základen na jihu Formosy. Jejich letiště Taiču, Tainan a Takao byla ale zahalena mlhou a tak musel být start téměř dvou set letadel odložen. Teprve když se mlha zvedla, odstartovala první skupina 25 G3M od 1. kókútai (jeden při startu havaroval) a 27 G4M1 od Takao kókútai s eskortou 36 A6M2 od Tainan kókútai (dvě se pro poruchu vrátily zpět). Tato skupina měla za cíl Clark Field a Del Carmen. Následovala jí druhá skupina 27 G4M1 od Takao kókútai, 27 G4M1 od Kanoja kókútai a 53 A6M2 od 3. kókútai a Tainan kókútai. Tato skupina – ze které se pro poruchy oddělila a vrátila zpět jedna G4M1 a dvě A6M2 – měla za cíl Iba Field.
Jako první dorazila nad svůj cíl druhá skupina, která se ve 12:35 objevila nad Iba Field. Zde se zrovna chystala přistát jedna letka 3. PS, ale A6M2 jí zmasakrovaly. Pumy navíc zničily radarovou stanici. Ve 12:40 se Japonci objevili nad Clark Field. Stíhačky 20. PS startovaly mezi vybuchujícími pumami. Poté přišly na řadu A6M2, které postřelovaly letiště. Do vzduchu se dostaly pouze tři P-40B, jejichž piloti (Moore, Keator a Gilmore) si nárokovali čtyři sestřely. Zbývajících 20 P-40B 20. PS bylo zničeno nebo poškozeno. Kromě A-27, B-10 a B-18 bylo zničeno také 14 B-17. Do boje zasáhlo i pár strojů 17. a 21. PS a šest P-40E 3. PS. Ty si nárokovaly pět sestřelených Japonců při vlastní ztrátě dvou strojů. Z Del Carmen odstartovaly P-35A od 34. PS, přičemž jeden byl sestřelen a další musel nouzově přistát. P-35A dokázaly sestřelit dvě nebo tři A6M2.
Japonská 3. kókútai si – převážně nad Clark Fieldem – připsala sedm sestřelů a další tři pravděpodobné při vlastní ztrátě tří A6M2. Na zemi 3. kókútai zničila nebo zapálila 22 strojů, z toho 7 B-17. Tainan kókútai útočila na Clark Field a Del Carmen. Ztratila při tom čtyři A6M2 i s piloty. Její piloti si nárokovali osm jistých a čtyři pravděpodobné sestřely, jeden letoun havarovaný při přistání a dalších 25 zničených, zapálených nebo poškozených letounů na zemi.
Výsledek náletu byl pro americké letectvo na Luzonu zdrcující: přišlo o čtvrtinu stíhačů (po útoku letuschopných pouze 58 z 92 operačních P-40 před náletem) a pouze jediná B-17 z Clark Fieldu zůstala použitelná. Během náletu bylo na zemi zabito asi 100 Američanů a Filipínců a dalších 250 zraněno. Clark Field byl jako hlavní základna opuštěn a nadále sloužil již jenom jako předsunuté letiště.
Večer ještě (podle Krvavá jatka I) devět G3M od 1. kókútai zaútočilo na Nichols Field a Fort McKinley. Podle Bartsch I se jednalo pouze o sedm G3M a čas 3:15 9. prosince.

## Ztráta Batanu a námořní podpory

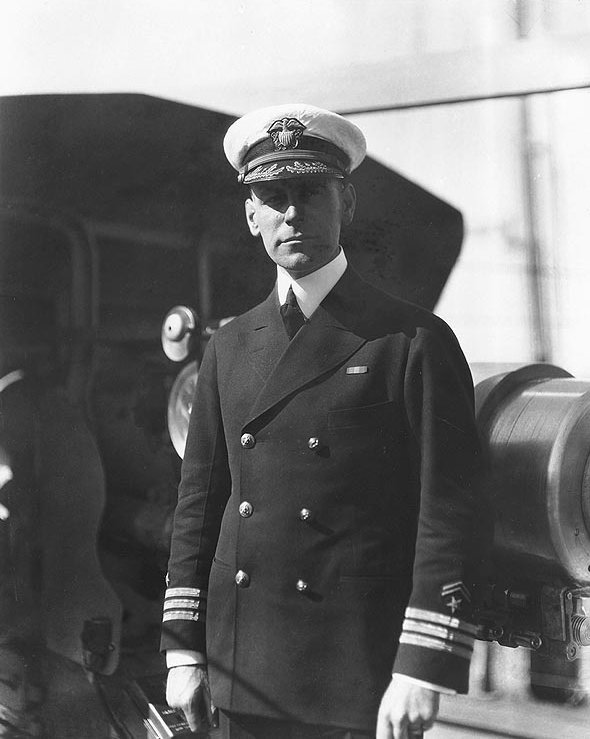
CDR William A. Glassford ještě jako velitel 32. divize torpédoborců v roce 1919

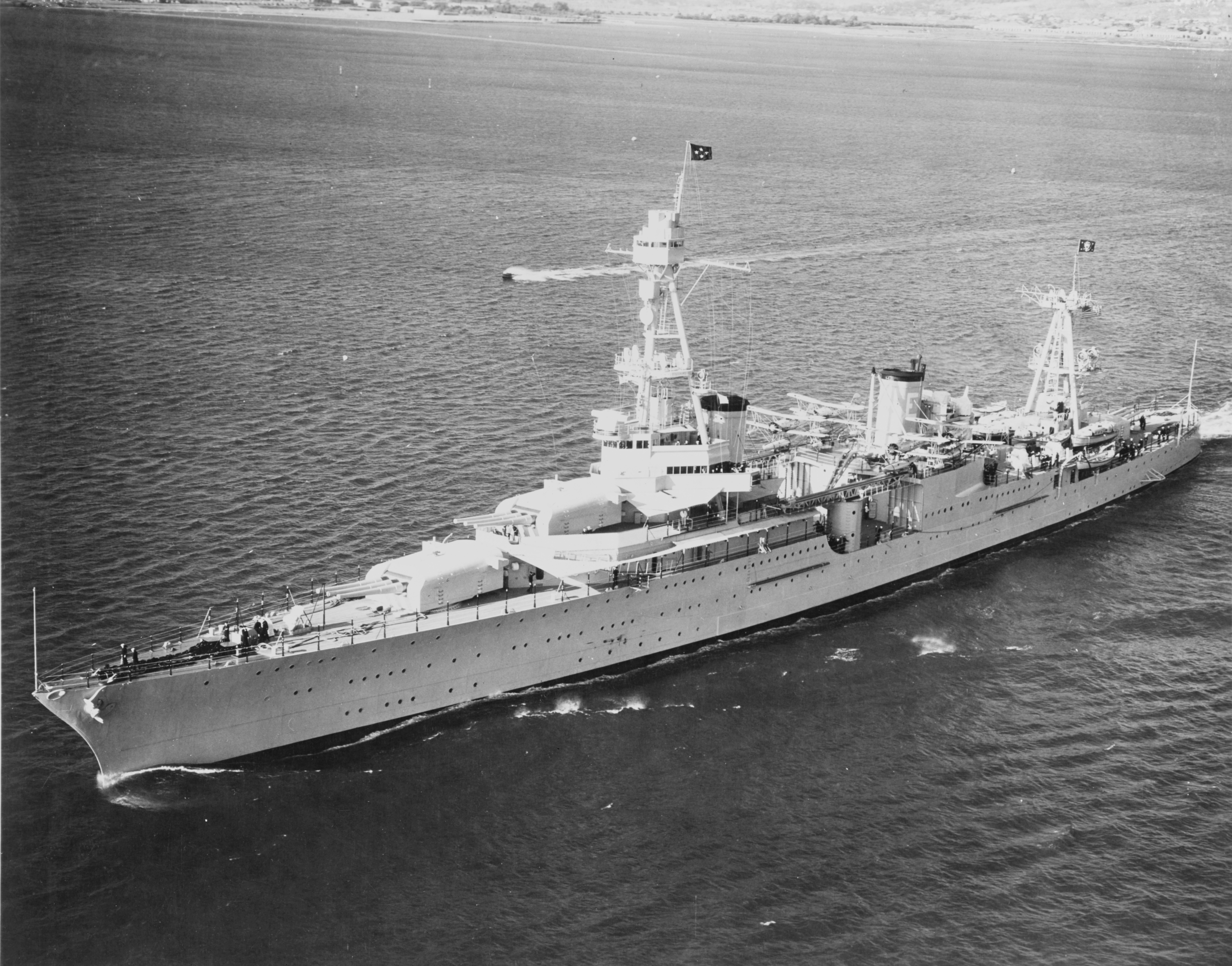
USS Houston (CA-30) v říjnu 1935

Ráno 8. prosince se vylodilo 490 japonských vojáků na ostrově Batan v souostroví Batanes severně od Luzonu. Vylodění podporovaly torpédoborec Jamagumo, torpédovky Manazuru a Hacukari, mateřská loď hydroplánů Sanuki Maru a minolovky W-13 a W-17. Japonci se nesetkali s odporem a rychle obsadili letiště u Basco, které plánovali využít pro podporu vylodění na severu Luzonu. Již 9. prosince z něj začaly operovat stíhací Ki-27 24. a 50. čútai. Letiště ale bylo malé a práce na rozšíření se záhy zastavily, neboť po úspěšném útoku na Clark Field došli Japonci k závěru, že jej nebudou potřebovat.
Americké námořnictvo na Filipínách vyvázlo z prvního úderu – až na lehké ztráty způsobené náletem z Rjúdžó – nepoškozeno. Kontradmirál William A. Glassford soustředil na Panay křižníky Houston (vlajková loď Task Force 5) a Boise spolu se zásobovací lodí hydroplánů Langley. Na rozkaz admirála Harta s nimi večer 8. prosince odplul na jih. Napřed do Holandského Bornea, kde se k němu připojili další jednotky a poté do Austrálie. Tím byly námořní síly na Filipínách redukovány na několik starých torpédoborců, minolovek, torpédových a dělových člunů a ponorky.
Následujícího dne 9. prosince byl klid, neboť špatné počasí nad Formosou zabránilo dalším útokům. Přesto ale Američané přišli o tři stroje (dvě P-40E 21. PS a jedna B-17) při letecké nehodě, jeden O-52 byl sestřelen „přátelskou palbou“. Tou byla poškozena i Catalina 102-P-21 během přiblížení na přistání v Subic Bay. Třetí PS de facto zanikla předáním posledních dvou zbývajících P-40 17. a 21. PS. Ani Japoncům se ztráty nevyhnuly: pravděpodobně kvůli špatnému počasí se z průzkumného letu nevrátily dvě G3M.
Američané se pokoušeli posílit protiletadlovou obranu oblasti kolem Manily, kam 9. prosince stáhli 200. (později přeznačen na 515.) pobřežní dělostřelecký (protiletadlový) pluk z Clark Fieldu a 60. pobřežní dělostřelecký (protiletadlový) pluk z Corregidoru.
V 8:00 9. prosince odstartovala jedna B-17 z Clark Fieldu k průzkumnému letu nad Formosu, ale kvůli mechanické závadě se musela vrátit zpět. Nad severním Luzonem hlídkovaly stíhačky a východně a severovýchodně od Luzonu hlídkovaly námořní PBY-4 PatWing-10. Nic ale nenašly.
Během dne odstartovalo z Del Monte na Mindanau 13 nebo 17 B-17 a přeletěly na Luzon, aby se mohly zúčastnit plánovaného útoku na Formosu, který byl naplánován na 10. prosince. Šest či devět B-17 přistálo na Clark Fieldu ve 14:30. Po dotankování opět vzlétly a kroužily ve vzduchu až do setmění, aby je případný nálet nezastihl na zemi. Zbývajících sedm či osm B-17 přistálo na záložním letišti San Marcelino na západě Luzonu a následující den ráno přeletěly na Clark Field. Z plánovaného úderu na Formosu 10. prosince ale sešlo, neboť začala invaze…

## Invaze začíná

### První vylodění (10. prosinec)

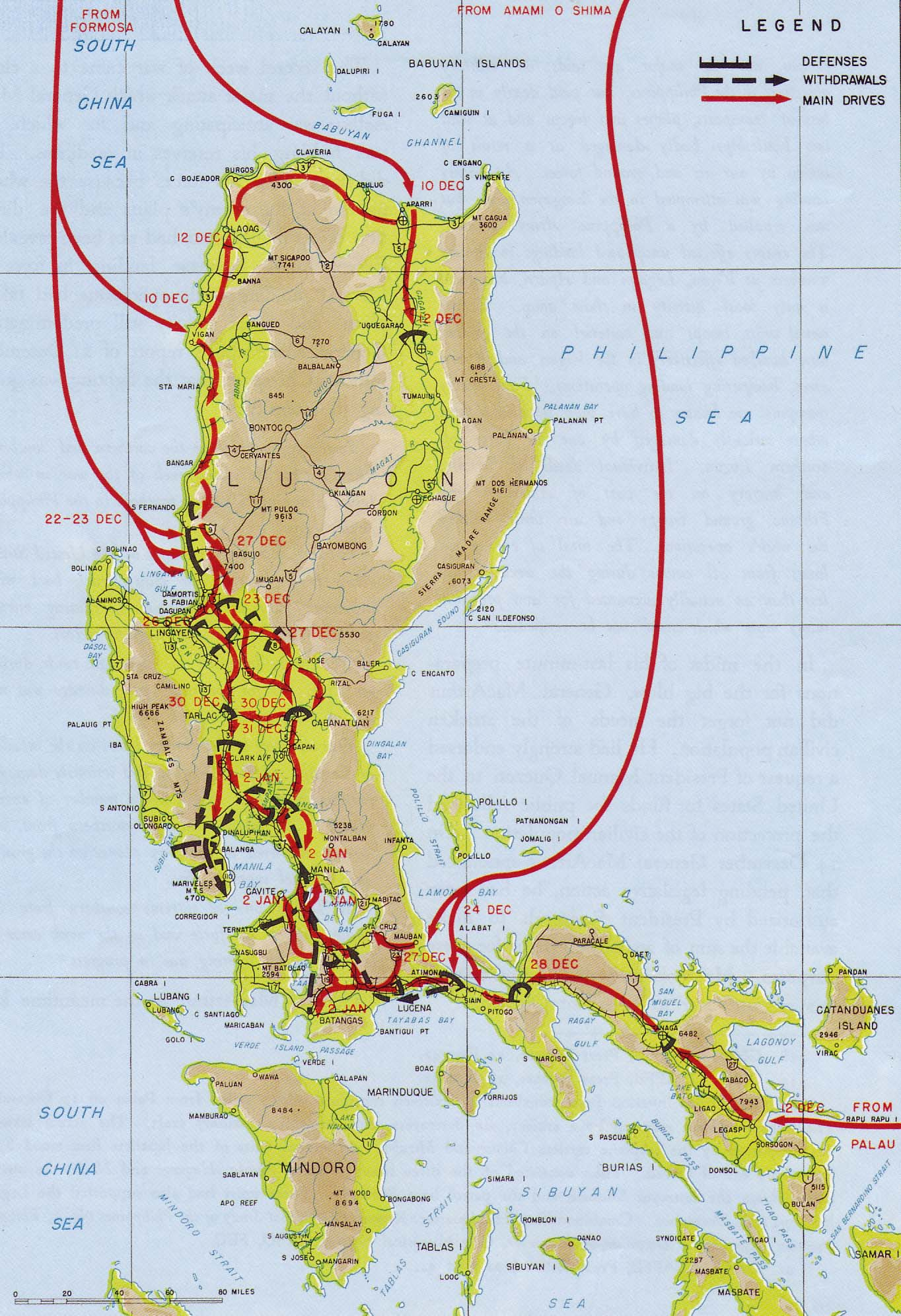
Schéma japonského postupu na Luzonu

Otazníky „???“ místo jmen lodí znamenají, že se nepodařilo konkrétní plavidlo dohledat a že se i Dull může mýlit v počtu (či typu) uváděných plavidel. Combinedfleet.com například uvádí pohyby všech stíhačů ponorek, které měli Japonci k dispozici a žádné další stíhače se u Aparri podle combinedfleet.com nevyskytovaly. Mohlo se ale třeba jednat o pomocné stíhače ponorek, které combinedfleet.com neuvádí
Ráno 10. prosince proběhla současně tři vylodění na severu Luzonu u Aparri a Viganu a na ostrově Gamiguin (18°55′23″ s. š., 121°54′8″ v. d.
). Jako vzdálené krytí vylodění u Aparri a Viganu sloužila eskadra viceadmirála Ibó Takahašiho složená z těžkých křižníků Ašigara a Maja, lehkého křižníku Kuma a torpédoborců Asakaze a Macukaze.

#### Ostrov Gamiguin
Ráno 10. prosince se vojáci, kteří 8. prosince obsadili ostrov Batan, vylodili na ostrově Gamiguin. Morton uvádí, že se jednalo o vojáky 3. divize dělových člunů, ale Hackett & kol. uvádějí, že šlo o dvě čety sasebské kaigun tokubecu rikusentai (海軍特別陸戦隊 ~ Speciální námořní vyloďovací jednotka). Vylodění vojáků z nosiče hydroplánů Sanuki Maru podporoval torpédoborec Tačikaze. Japonské námořnictvo zřídilo na Gamiguin základnu hydroplánů. Ta ale neposkytovala letounům dostatečnou ochranu a byla posléze opuštěna.

#### Aparri
U Aparri se měla vylodit „skupina Tanaka“: část (štáb, 2. prapor a polovina 1. praporu, celkem asi 2000 mužů) 2. formoského pěšího pluku 48. divize pod velením plukovníka Toru Tanaky. Vylodění zajišťoval svaz kontradmirála Kenzaburo Hary složený z lehkého křižníku Natori (vlajkový), torpédoborců Fumizuki, Nagacuki, Sacuki, Minazuki, Harukaze a Hatakaze, tří minolovek (W-15, W-16 a W-19), devíti stíhačů ponorek (CH-1, CH-2 a CH-3 od 1. protiponorkové eskadry, CH-13, CH-14 a CH-15 od 2. protiponorkové eskadry a ???, ??? a ???) a šesti transportních lodí.
Hlavním cílem vylodění bylo letiště v Aparri, neboť pro postup na Manilu se Aparri nehodilo. Odpor v Aparri prakticky neexistoval (nacházela se tu pouze jedna rota 3. praporu 12. pěšího pluku 11. divize FA, která ustoupila bez boje), ale přesto se v Aparri vylodily pouze dvě roty. Kvůli špatnému počasí bylo vyloďování dalších jednotek v Aparri zastaveno a zbytek vojáků byl vyloděn v Gonzaga východně od Aparri.
Americkou reakcí na vylodění v Aparri bylo pouze nařízení leteckých útoků MacArthurem a Wainwright vyslal několik průzkumných vozidel 26. kavalérie FS pro spojení s 11. divizí na severu Luzonu. MacArthur rovněž nařídil zničit mosty v údolí Cagayan a bránit průsmyk Balete, který spojoval silnicí č. 5 údolí Cagayan s jihem.
Na Harovy jednotky zaútočily tři B-17C 14. BS, které zasáhly minolovku W-19. Ta musela najet na břeh a byla odepsána jako totální ztráta. Blízkými dopady pum byly rovněž lehce poškozeny Natori a Harukaze. Kvůli leteckému útoku se Hara rozhodl přerušit vyloďování dříve, než bylo plánováno a odplout do bezpečí. Zbytek nevyložených zásob byl hozen do moře, aby dodriftoval k pobřeží.
První tři stíhačky Ki-27 50. čútai přistály na letišti v Aparri pozdě večer 10. prosince. Po vylodění v Aparri a Gonzaga se skupina Tanaka rozdělila: část postupovala na jih po silnici č. 5 na Tuguegarao, které s letištěm obsadila 12. prosince. Druhá část čistila mys Engaño na severovýchodě a třetí se vydala na západ po silnici č. 3 zajistit letiště v Laoagu.

#### Vigan
U Viganu se měla vylodit „skupina Kanno“: polovina 1. praporu a 3. prapor, celkem asi 2000 mužů 2. formoského pěšího pluku 48. divize. Stejně jako u Aparri bylo i u Viganu hlavním cílem obsazení letiště. Vylodění zajišťoval svaz kontradmirála Šodži Nišimury složený z lehkého křižníku Naka (vlajkový), torpédoborců Murasame, Júdači, Harusame, Samidare, Asagumo, Minegumo a Nacugumo, šesti minolovek (W-9, W-10, W-11, W-12, a ???), devíti stíhačů ponorek (CH-10, CH-11 a CH-12 z 31. protiponorkové eskadry a CH-4, CH-5, CH-6, CH-16, CH-17 a CH-18 z 21. protiponorkové eskadry) a šesti transportních lodí.
Japonské jednotky se začaly vyloďovat jihovýchodně od Viganu u ústí řeky Abra. Kvůli rozbouřenému moři a americkým náletům se na břeh dostala pouze část invazních jednotek. Ty se v 10:30 zmocnily Viganu.
Obránci byli o vylodění informováni pilotem P-40E, který byl ve 2:10 vyslán z Nichols Field, aby ověřil situaci u Viganu. Po dramatickém návratu nahlásil Grant Mahony v 5:13 zpozorování invazního konvoje. Proti invazním jednotkám odstartovalo pět B-17 se 100lb (45,4 kg) pumami, několik P-40 17. PS a 16 (8 jich ale pro poruchu motoru útok vzdalo) P-35A od 34. PS. Vylodění u Viganu podporovaly bombardovací Ki-48 od 8. čútai a stíhací Ki-27 od 24. čútai. V nastalé bitvě přišli Američané o tři P-40 (jeden sestřelen Ki-27 a dva sestřelené palubními střelci Ki-48 nebo uzemněné poruchou motoru) a dva P-35A (jeden pro poruchu motoru a stroj poručíka Samuela H. Marretta). Japonské ztráty na letadlech byly jedna sestřelená a šest poškozených Ki-48. Invazní sily ztratili minolovku W-10, které explodovala po několika Marrettových náletech a potopila se. Exploze zničila i Marrettův P-35A a Marrett zahynul. Transportní lodě Oigawa Maru a Takao Maru byly poškozené a musely najet na břeh. Křižník Naka a torpédoborec Murasame byly lehce poškozeny postřelováním.
Vyloďování skupiny Kanno pokračovalo i 11. prosince. Část jednotky zamířila na sever po silnici č. 3 do Laoagu. Ten byl spolu s letištěm obsazen 12. prosince.
Plukovník Tanaka byl 14. prosince v Aparri pověřen velením nad oběma výsadky v Aparri a Viganu. Část skupiny Tanaka, která postupovala na Laoag proto pokračovala na jih do Viganu, kam dorazila 20. prosince a kde se spojila se skupinou Kanno. Ještě téhož dne Tanaka vyrazil se svojí sjednocenou jednotkou na jih k Lingayenskému zálivu po silnici č. 3. Ve Viganu, Aparri a Laoagu zůstaly pouze jednotky potřebné k zajištění letišť. Ráno 22. prosince, když začalo vylodění v Lingayenskému zálivu, dorazil Tanaka do San Fernando.

### Japonský nálet na Cavite a filipínská letiště 10. prosince
| „                                                             | První varování že Japíci jsou poblíž, které kdokoliv z nás na zemi dostal bylo, když jsme je uviděli klesat přes kopce a střílet po nás. | “ |
| — LT. Grant Mahony od 3. PS o (ne)účinnosti včasného varování | |   |

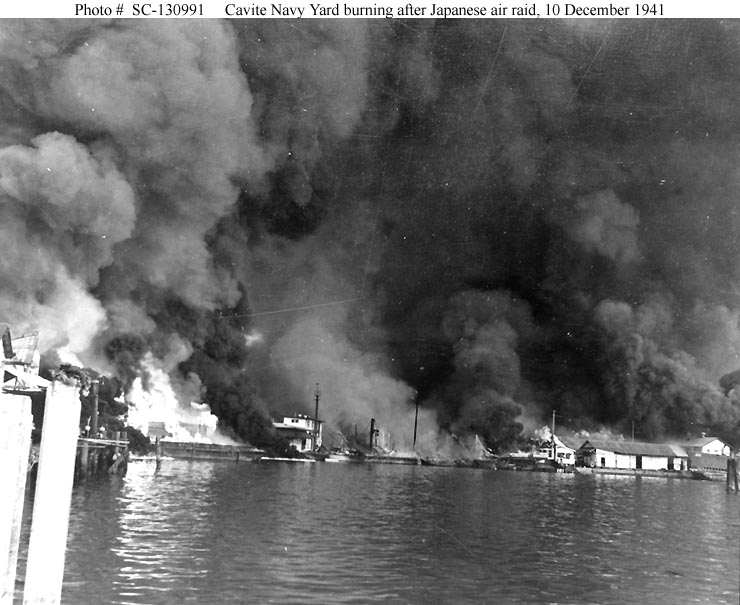
Hořící Cavite po bombardování. Vlevo je zachycena exploze munice do ručních zbraní, uprostřed hoří bárka naložená torpédy a napravo je vidět příď ponorky – pravděpodobně USS Sealion

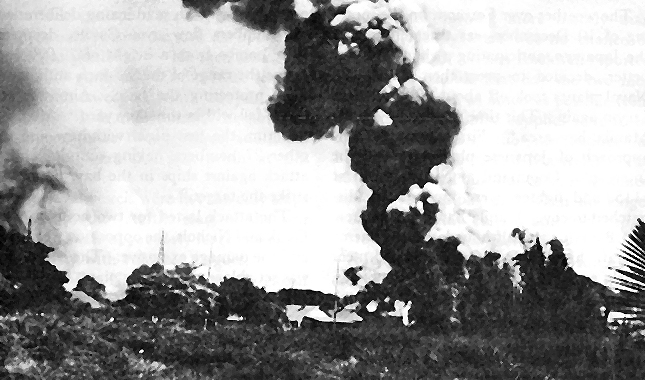
Kouř stoupající z hořícího zasaženého skladiště na Nichols Field

Dopoledne 10. prosince vyslali Japonci z Formosy další vlnu bombardérů a stíhaček k útokům na cíle na Luzonu. Námořní 1. kókútai vyslala 27 G3M (jeden se musel pro poruchu motorů vrátit) k útoku na námořní základnu Cavite jihozápadně od Manily. Takao kókútai vyslala 24 G4M1 k útoku na Nichols Field a dalších 27 G4M1 na Del Carmen. Doprovod jim zajišťovalo 22 A6M2 (čtyři se musely pro poruchu motoru vrátit) od Tainan kókútai s jedním navigačním C5M. Další tři C5M navigovaly 34 A6M2 od 3. kókútai do oblasti Manily. Armádní letectvo přispělo bombardéry Ki-21 4. čůtai, které měly zaútočit na Iba Field.
Kolem poledne se 27 G4M1 Takao kókútai objevilo nad Del Carmen, ale kvůli oblačnosti nad cílem zamířily na Cavite. Na Del Carmen právě přistály P-35A 34. PS, na které se vrhly A6M2 Tainan kókútai. Po jejich útoku bylo dvanáct P-35A zničeno a další neopravitelně poškozeny. Zničeny byly i zásoby paliva, takže Del Carmen bylo prohlášeno za nepoužitelné a opuštěno. Část Takao kókútai zaútočila na Nichols Field, kde se nesetkala s žádným odporem. Část pum ale dopadla na Manilu. P-40 17. a 21. PS se v prostoru Manily a Del Carmen dostaly do souboje s A6M2 Tainan kókútai a 3. kókútai, přičemž Američané přišli o 11 P-40 a další musely odepsat kvůli nehodám při přistání. Japonci ztratili jedno A6M2 od Tainan kókútai a dvě od 3. kókútai i s piloty a dalších 19 A6M2 bylo poškozeno. Část poškozených A6M2 musela později nouzově přistát.
Mezitím bombardéry Takao kókútai a 1. kókútai bombardovaly námořní základnu Cavite. K baterii devíti 76,2mm protiletadlových děl, která ale do letové hladiny bombardérů nedostřelila, se přidala i protiletadlová děla plavidel zakotvených v Cavite i těch, které stačily vyplout do Manilské zátoky. Po odletu bombardérů se nad arzenálem vznášel kouř ze zasažené elektrárny, dílen, skladišť, kasáren a radiostanice. Ponorka USS Sealion byla těžce poškozena jedním přímým zásahem a jednou pumou, která dopadla těsně vedle a dosedla na dno. Spolu se Sealionem byla těsným dopadem pumy poškozena i vedle zakotvená ponorka USS Seadragon. Jedním zásahem byl poškozen i torpédoborec USS Peary. Americké námořnictvo muselo odepsat také minolovku USS Bittern. Oheň se vymkl kontrole a arzenál hořel ještě několik dní. Zničeno bylo i na 200 ponorkových torpéd.
Stíhači 3. kókútai zastihly v Cavite čtyři PBY-4 PatWingu 10 vyzbrojené torpédy a chystající se odstartovat proti japonským invazním jednotkám. LT Harmon T. Utter (101-P-5) a ENS James H. McConnel (102-P-28) dokázali odstartovat, ale jejich Cataliny byly natolik poškozené, že musely nedaleko Cavite nouzově přistát na hladině. Utterův střelec si nárokoval sestřelení jednoho A6M2, což by znamenalo první vzdušné vítězství pro US Navy. Japonci si nárokovali tři sestřelené Cataliny. Onou třetí by mohla být 101-P-12 (podle Alslebena), ale Knott uvádí, že zbývající dvě Cataliny vyvázly.
Při návratu musely dvě G4M1 od Takao kókútai nouzově přistát: jedna ve Viganu na čerstvě obsazeném letišti a druhá na jihu Formosy. Dvě G3M od 1. kókútai, jedno A6M2 od Tainan kókútai a velitel 3. kókútai taji (poručík) Tomocu Jokojama se svým poškozeným A6M2 museli nouzově sednout na vodu.
Po japonském náletu z 10. prosince zůstalo USAFFEAF bojeschopných pouze 22 P-40, 18 B-17 a pět nebo osm P-35A. Námořnictvo disponovalo 24 PBY-4 (což by znamenalo, že Japoncům padly za oběť pouze 101-P-4 a 101-P-7 8. prosince a 101-P-5 a 102-P-28 10. prosince).

### Vylodění u Legazpi (12. prosince)

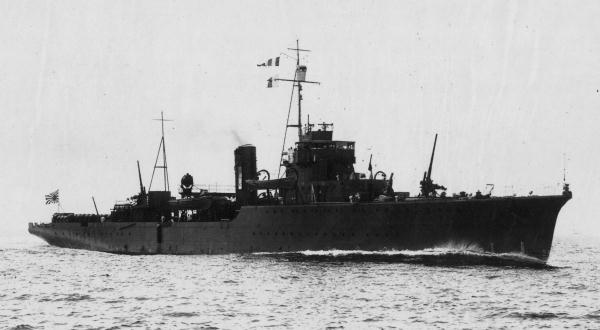
Minonoska Jaejama která zaminovala úžinu Surigao, aby zabránila americkým lodím v přístupu k Legazpi a případnému narušení vylodění

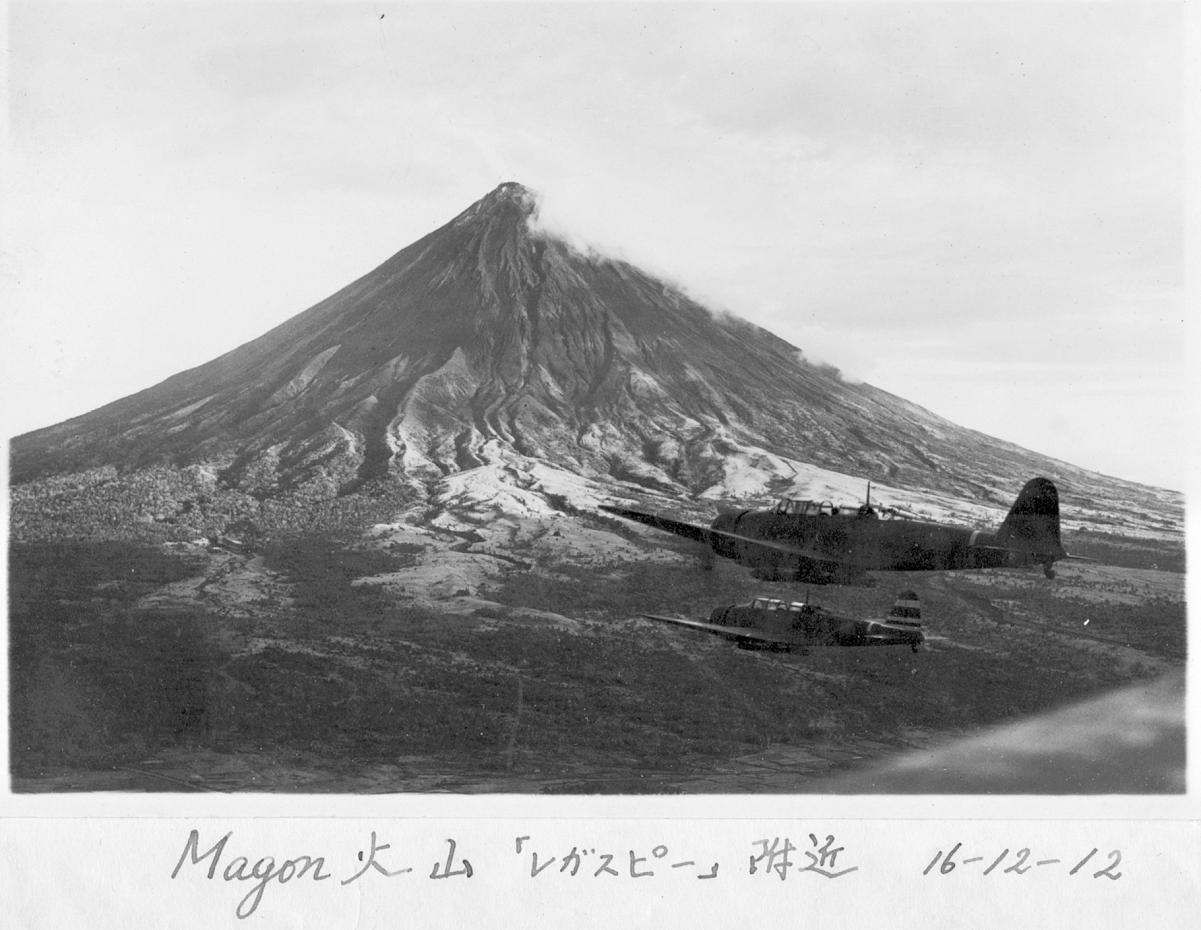
12. prosince 1941: Dvě B5N1 z Rjúdžó letí napadnout cíle u Legazpi. V pozadí sopka Mayon.

Během 10. a 11. prosince zaminovala minonoska Jaejama, doprovázená lehkým křižníkem Džincu a torpédoborci, úžinu Surigao (Dull uvádí i zaminování úžiny San Bernardino).
Časně ráno 12. prosince se ze sedmi transportních lodí začalo vyloďovat asi 2500 mužů skupiny Kimura a 575 mužů 1. kurské speciální námořní vyloďovací jednotky. Skupině Kimura velel generálmajor Naoki Kimura a skládala se ze štábu, 33. pěšího pluku (bez 1. praporu), baterie polního dělostřelectva a ženistů 16. divize.
Vylodění zajišťovaly lehký křižník Nagara, torpédoborce Jamakaze, Suzukaze, Kawakaze, Umikaze, Jukikaze a Tokicukaze, nosiče hydroplánů Čitose a Mizuho, minolovky W-7, W-8 a dva hlídkové čluny. Vzdálené krytí poskytovaly letadlová loď Rjúdžó, těžké křižníky Haguro, Mjóko a Nači, lehký křižník Džincu a torpédoborce Amacukaze, Hajašio, Kurošio, Hacukaze, Nacušio, Ojašio a Šiokaze.
Japonské jednotky se na pobřeží nesetkaly s žádným odporem. V 9:00 již bylo letiště a železniční stanice v rukou Japonců. Vylodění se pokusily narušit pouze dvě P-40, přičemž 1st Lt. (nadporučík) Robert T. Hanson si nárokoval sestřelení jednoho létajícího člunu. V oblasti se nenacházely žádné pozemní jednotky obránců, ale po vylodění Japonců vyslala 51. divize FA několik jednotek na Bicolský poloostrov. Jejich úkolem bylo provést evakuaci železnice a zničení silničních a železničních mostů.
Po vylodění a zajištění Legazpi se skupina Kimura vydala na sever podél silnice číslo 1. Dne 17. prosince došlo k prvnímu kontaktu, když japonská hlídka narazila poblíž Ragay na 51. ženijní prapor. Ten pracoval na demolici mostu přes řeku a po jeho zničení se japonská hlídka stáhla. Dne 18. prosince jednotka Kimura obsadila město Naga a 19. prosince vstoupili Japonci do Sipocot.
Dvě roty 1. prapor 52. pěšího pluku 51. divize FA držely asi jedenácti kilometrovou pevninskou šíji mezi Ragayským zálivem na východě a Lamon Bay na západě. Dne 21. prosince byly roty B a C vyslány k Sipocot. Ráno 22. prosince se podařilo rotě B 1. praporu východně od Negritos Camp na silnici číslo 1 odrazit japonský pokus o postup na západ. Japonci ale toto střetnutí považovali za vlastní vítězství. Dne 23. prosince se filipínské jednotky začaly stahovat, neboť jim hrozilo obklíčení v důsledku japonského vylodění v Lamon Bay.

### Ve vzduchu a na moři… (12. – 21. prosince)
Tato sekce pojednává o námořních a leteckých událostech na severu Filipín. Pro operace nad jižními a středními Filipínami viz sekce Jižní a centrální Filipíny

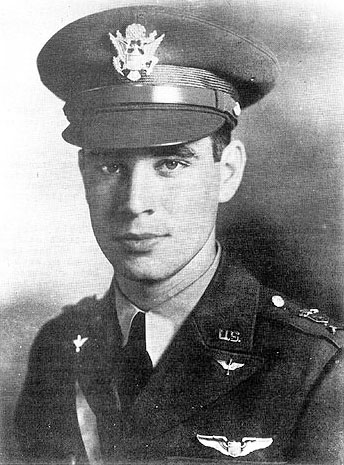
Lt. Boyd D. Wagner (zde bez svého typického kníru, který nosil na Filipínách), velitel 17. PS, se stal prvním stíhacím esem USAAF. Během útoku na vyloďující se Japonce v Lingayenském zálivu 22. prosince byl zraněn a v lednu 1942 evakuován do Austrálie.

Dálněvýchodní letectvo utrpělo v předchozích bojích těžké ztráty a následující akce dálněvýchodního letectva měly charakter spíše samostatných akcí jednotlivých letadel. V důsledku ztrát se MacArthur rozhodl ušetřit zbývající stíhačky pro plnění průzkumných úkolů a stíhačům „bylo nařízeno vyhýbat se přímému boji“.
Ráno v pátek 12. prosince se vydalo šest B-17 z Del Monte (sedmý havaroval při startu) bombardovat cíle u Viganu. Po odbombardování se všechny stroje vrátily na základnu. Ve stejnou dobu odstartovaly z Formosy japonské stroje k dalšímu náletu na Luzon. Cílem 36 G3M, 79 G4M1 a 63 A6M2 byly Clark Field, Iba Field, Batangas, Manila a Subic Bay. Japoncům se postavili filipínští stíhači se svými zastaralými P-26A. Na konto Filipínců (Jesus A. Villamor od 6. perutě) šel pravděpodobně jeden G3M 1. kókútai, který nouzově přistál poblíž Clark Fieldu, a jeden až dvě A6M2. Filipínci ztratili tři P-26A a další dva byly těžce poškozeny. Stíhači Tainan kókútai a 3. kókútai zaútočili nezávisle na sobě na zakotvené PBY-4 PatWingu 10 v Subic Bay a sedm jich zničili. Jednalo se o stroje 102-P-16, 102-P-17, 102-P-18, 102-P-19, 102-P-20, 102-P-21 a 101-P-10.
Během 12. prosince provedl velitel 17. PS Lt. Boyd D. Wagner průzkumný let nad Aparri, při kterém si nárokoval sestřelení čtyř Ki-27 a „několika“ letounů na letišti. Japonské záznamy (které jsou ale neúplné) potvrzují pouze sestřel jedné Ki-27.
V sobotu 13. prosince zaútočily armádní Ki-27, Ki-21 a Ki-48 na Del Carmen, Clark Field, Cabanatuan a na město Baguio. Námořní Takao kókútai vyslala 26 G4M1 napadnout Olongapo a Ibu a 26 G4M1 na Del Carmen. Nichols Field napadlo 26 G4M1 z Kanoja kókútai a 26 G3M1 od 1. kókútai. Eskortu tvořilo celkem 33 A6M2, které se věnovaly hloubkovým útokům na letiště. Nálety se podle Krvavá jatka I pokusil narušit pouze jediný P-40, kterého si japonští stíhači nárokovali jako sestřelený. Podle Bartsche byl jedinou P-40 sestřelenou onoho dne stroj 1st Lt. Walter L. Cosse, kterou během průzkumného letu „sundali“ japonští stíhači nad Aparri.
V neděli 14. prosince opět armádní letectvo zaútočilo na luzonská letiště. Na Del Carmen zaútočilo 11 Ki-27 50. čútai (operující z Aparri), šest Ki-21 14. čútai a několik Ki-27 24. čútai z Viganu. 24. čútai navíc napadla Clark Field a Cabanatuan. Námořní letectvo vyslalo 26 G4M1 Takao kókútai a devět A6M2 3. kókútai proti cílům v Manilské zátoce. Došlo také k přesunu jednotek na Luzon. Do Aparri se přesunula část 16. čútai s lehkými bombardéry Ki-30 a do Legazpi se přesunulo šest G4M1 Takao kókútai a devět A6M2 Tainan kókútai doprovázených dvěma C5M. Američané vyslali odpoledne proti lodím u Legazpi šest B-17 z Del Monte. Kvůli poruchám k cíli doletěly pouze tři bombardéry. Nezpůsobily žádné vážné škody, jeden byl sestřelen stíhači a druhý poškozen. Večer ještě na letiště u Legazpi zaútočil osamělý P-40 pilotovaný Mahonym, který poškodil dvě A6M2 a pět G4M1. Téhož dne u Aparri ponorka USS Seawolf zaútočila na japonskou zásobovací loď hydroplánů Sanjó Maru, kterou zasáhla jedním torpédem Mark 14. Torpédo selhalo a Sanjó Maru mohla dál plnit své povinnosti.
Jelikož Japonci získali naprostou převahu ve vzduchu, rozhodl se admirál Hart zachránit zbytek jednotek námořnictva, které ještě zůstávaly na Filipínách a odeslat je na jih. Dne 14. prosince tak 11 letuschopných Catalin PatWingu 10 zamířilo na Ambon. Během mezipřistání na jezeře Lanao na Mindanau byla ztracena Catalina 102-P-24 BuNo 1217, která najela na skálu a potopila se. Ze šesti Catalin ponechaných na Filipínách se podařilo později čtyři stroje zprovoznit a musely se přes den skrývat před japonskými letadly. Spolu s Catalinami odpluly na jih i poslední tři zásobovací lodě hydroplánů Childs, William B. Preston a Heron. Na jih zamířil i štáb asijského loďstva. Sám Hart se rozhodl zůstat v Manile, dokud budou z Filipín operovat ponorky. Hartovi tak na Filipínách zůstaly pouze dva torpédoborce, všech šest torpédových člunů, dvě zásobovací lodě ponorek, tři dělové čluny, 27 ponorek a několik pomocných plavidel.
V pondělí 15. prosince se opakovala obvyklá sada náletů na luzonská letiště. Ki-27 24. čútai a Ki-21 14. čútai napadly třikrát Del Carmen, 11 Ki-30 16. čútai a 18 Ki-27 50. čútai zaútočilo na Clark Field a Del Carmen. Ki-48 8. čútai zaútočily na Tarlac a Baguio. 26 G4M1 Takao kókútai a 15 A6M2 3. kókútai napadly Nichols Field, Del Carmen a cíle v Manilské zátoce. 21. PS se přesunula na nové tajné letiště západně od Lubao na severovýchodě bataanského poloostrova.
V úterý 16. prosince zaútočily tři P-40 na viganské letiště. Lt. Russell M. Church byl sestřelen protiletadlovou palbou. Na zemi bylo zničeno osm letounů a sedm poškozeno. Wagner si nárokoval své páté vzdušné vítězství, když sestřelil jedinou Ki-27, které se podařilo odstartovat. Tento útok sice byl porušením MacArthurova rozkazu o vyhýbání se boje, ale přesto byli Wagner a Church vyznamenáni DSC.
Na Breretonův rozkaz přeletělo ve středu 17. prosince šest B-17 z Filipín na Batchelor Field v Austrálii. Ve čtvrtek 18. prosince je následovaly čtyři další a 19. prosince odlétla poslední B-17, čímž skončilo působení B-17 ze základen na Filipínách.
Rovněž na japonské straně došlo 18. prosince k přesunům. Ki-27 24. čútai se přesunuly z Viganu na sever do Laoagu, aby se zabránilo opakování překvapivých útoků jako 16. prosince a G4M1 Kanoja kókútai se přemístilo z Formosy na Peleliu. Armádní Ki-21 16. čútai, Ki-27 50. čútai a Ki-48 8. čútai zaútočily na Nichols Field a Zablan Field. Další Ki-48 8. čútai napadly Tarlac.
V časných ranních hodinách 20. prosince se Japonci vylodili v Davao na Mindanau (viz Jižní a centrální Filipíny). Šestice P-35A od 34. PS napadla školní budovu u Viganu, ve které se nacházeli Japonci. Japonské armádní bombardéry 4. sentai zaútočily na letiště Iba, Clark a Nichols.
Dne 21. prosince 4. sentai zaútočila na letiště Nichols, Cabantuan a zálivy Subic a Baler. Ki-55 od 52. šótai (小隊 ~ letka) 10. dokuricu čútai shodil nad Manilou letáky s výzvou ke kapitulaci města. Ten samý den zřídilo námořnictvo základnu hydroplánů ve Viganu. Operovalo odtud dvanáct F1M a jeden E13A ze Sanuki Maru a Sanjó Maru a tři letouny z Natori a Naka. Útoky námořního letectva se soustředily převážně na Mindanao. Pouze čtyři A6M2 od Tainan kókútai zaútočily na letiště Batangas. Jejich piloti si nárokovali zničení pěti stíhacích letounů na zemi, ale pravděpodobně se jejich cílem staly pouze boje neschopné P-26A 6. perutě filipínského letectva.

## Hlavní útok
Dosavadní vylodění měla za hlavní cíl zajistit letiště pro námořní a armádní letectvo. Po dokončení této fáze ofenzívy nadešel čas pro hlavní úder: postup k Manile. Ze severu měly postupovat jednotky vyloděné 22. prosince v Lingayenském zálivu na severozápadě Luzonu a z jihu měly postupovat jednotky vyloděné 24. prosince v Lamon Bay na jihovýchodě Luzonu.

### Vylodění v Lingayenském zálivu (22. prosince)

#### Invazní konvoje

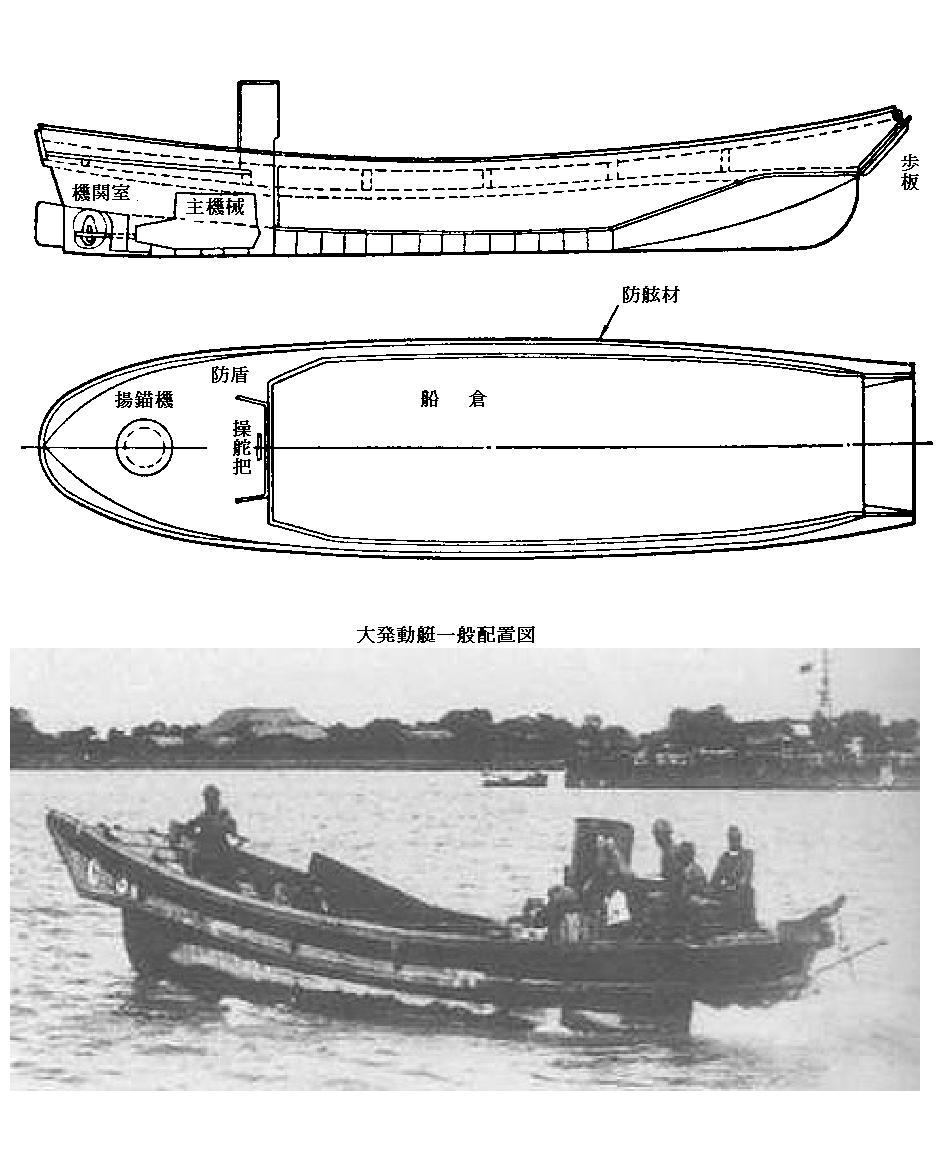
Císařská armáda i císařské námořnictvo používaly pro obojživelné operace v hojné míře 14,6 metrů dlouhé vyloďovací čluny typu daihacu, které unesly až 10 tun nákladu

Ráno 17. prosince vyplul z Kirungu na severu Formosy první ze tří invazních konvojů převážejících vojáky a materiál 48. divize (bez 2. formoského pěšího pluku, ze kterého byly sestaveny skupiny Tanaka a Kanno) generálporučíka Juiči Cučibašiho pro vylodění v Lingayenském zálivu. Skládal se z 21 transportních lodí, eskortovaných. V poledne 18. prosince vyplul z Mako na Pescadorech druhý konvoj 28 transportérů a odpoledne téhož dne opustil Takao na jihozápadní Formose třetí konvoj složený z 27 transportérů.
Každý z konvojů měl přiděleno vlastní krytí a vlastní vyloďovací úsek. Jako první se měl v 5:00 22. prosince nejvíce na jihu u Agoo vylodit taisa (大佐 ~ plukovník) Isamu Janagi s 47. pěším (bez jednoho praporu) a 4. tankovým plukem (bez jedné roty), které přepravoval konvoj z Takao. K tomu mělo být použito 69 vyloďovacích člunů: od malých šóhacu, přes větší daihacu až po velké toku daihacu, které byly schopné převážet jeden tank. Asi 10 kilometrů severněji a o něco později se měly u Caba vylodit taisa Hifumi Imai s 1. formoským pěším a 7. tankovým plukem, které přepravoval konvoj z Mako. Ty měly k dispozici 57 vyloďovacích člunů a 19 motorizovaných sampanů. Jako poslední se nejseverněji u Bauangu měla vylodit „skupina Kamidžima“ (velitel taisa Kamidžima), tvořená 9. pěším plukem a přepravovaná Kirungským konvojem. Ta měla k dispozici 20 vyloďovacích člunů a 29 motorizovaných sampanů.
Celkem transportéry přepravovaly 43 110 mužů Hommovy 14. armády. V jednom z konvojů plul i generálporučík Homma.
Doprovod konvojům a krytí vylodění zajišťovaly Takahašiho těžké křižníky Ašigara a Maja, lehké křižníky Kuma, Naka a Natori, 16 torpédoborců a množství menších plavidel. K těm se jako vzdálené krytí přidalo Kondóovo 2. loďstvo složené z bitevních lodí Kongo a Haruna, těžkých křižníků Atago a Takao a osmi torpédoborců uvolněných z malajské operace.
Konvoje pluly bez letecké ochrany. Teprve až 21. prosince jim ochranu poskytly Ki-27 24. a 50. čútai. V noci z 21. na 22. prosince vplula japonská invazní flotila do Lingayenského zálivu. První ze 76 armádních transportních lodí tam zakotvily krátce po půlnoci. Kvůli navigační chybě zakotvil nejjižnější konvoj jižněji, než bylo plánováno. Místo u Agoo kotvil naproti asi 6,5 kilometru jižněji ležícímu Santo Thomas.

#### Vylodění a první reakce obránců

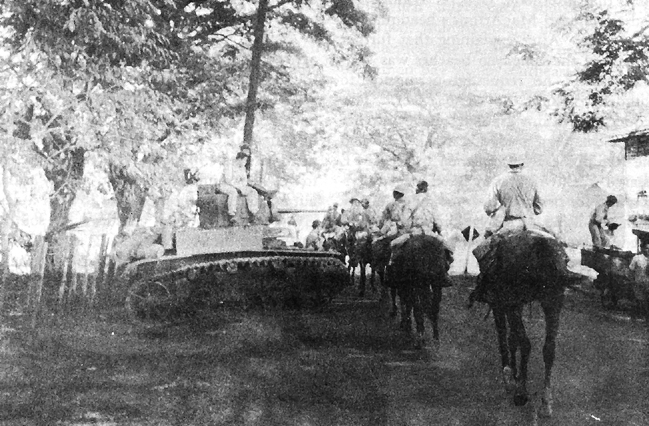
26. kavalerie Filipínských skautů projíždí kolem lehkého tanku M3 Stuart na cestě do Pozorrubio

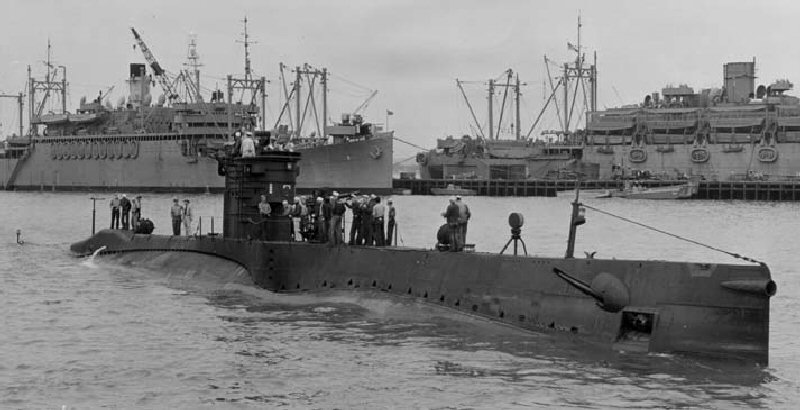
Ponorka USS S-38, která ráno 22. prosince dokázala proniknout do Lingayenského zálivu a potopit transportér Hajo Maru. Po celodenním pronásledování se jí nakonec podařilo uniknout. Zde na fotografii po přestavbě v roce 1943.

Krátce po druhé hodině v noci se začaly první jednotky přesouvat do vyloďovacích člunů a v 5:17 vkročili první vojáci na suchou zem jižně od Agoo. V 5:30 dosáhly pláží u Aringay (jižně od Caba) první čluny prostředního konvoje z Mako a v 7:30 se na břeh u Bauangu dostala první část skupiny Kamidžima. Zbytek skupiny Kamidžima se v 8:30 vylodil u jižněji ležícího Santiaga.
Američané sice měli zprávy o blížícím se konvoji již 18. prosince a prostor Lingayenského zálivu byl (zcela správně) považován za pravděpodobné místo vylodění jednotek, které mají postupovat k Manile, ale přesto nebyli obránci schopni zajistit odpovídající obranu daného prostoru. Celý prostor Lingayenského zálivu měly bránit pouhé dvě divize FA. Východní stranu zálivu až po San Fernando na severu hájila 11. divize FA posílená o 71. pluk LTC Donalda Van N. Bonnetta 71. divize FA a jižní pobřeží zálivu mela chránit 21. divize FA. Šestadvacátý pluk kavalérie FS byl umístěn na silnici č. 3 v Pozorrubio a měl bránit japonskému postupu na jih. Těsně předtím, než první Japonci vstoupili na vyloďovací pláže, se 26. kavalerie začala přesunovat z Pozorrubio do Rosario. Četa průzkumníků pokračovala až do Damortis a poté na sever…
Z amerických ponorek pronikla do zálivu pouze USS S-38 a potopila 5445tunový armádní transportér Hajo Maru. Zdecimované Dálněvýchodní letectvo se zmohlo pouze na symbolický odpor: několik stíhaček vyslaných postřelovat a bombardovat předmostí a plavidla nemohlo vylodění zastavit. Krvavá jatka uvádějí, že šlo pravděpodobně o dva P-35 a dvě P-40. Burton a Bartsch popisují akci šesti P-40 od 17. PS a tří P-40 od 20. PS (další tři P-40 od 20. PS k cíli nedoletěly).
Japonské armádní Ki-48 bombardovaly Nichols Field, Camp Morphy a Limay.

#### Budování předmostí
Na většině pláží Japonci prakticky nenarazili na odpor. Pouze u Bauangu se skupině Kamidžima postavil na odpor velitelský prapor 12. pěšího pluku 11. divize FA. S jedním těžkým a několika lehkými kulomety dokázal skupině Kamidžima způsobit těžké ztráty, ale ve vytvoření předmostí Japoncům zabránit nedokázal a následně ustoupil. Skupině Kamidžima se poté u Bauangu podařilo přepadnout nepřipravený detašovaný 71. pluk 71. divize FA, který předchozího dne vyrazil na sever, aby zaútočil na Tanakův 2. formoský pěší pluk v San Fernando. Většina 71. pluku ustoupila na východ do Baguio. Na zbývajících plážích bylo jediným protivníkem Japonců počasí. Vlny znesnadňovaly přestupování do výsadkových člunů a některé čluny kvůli vlnám uvázly na plážích. Po první vlně měla následovat druhá, ale nepříznivé počasí narušilo časování.
Se stoupajícím přílivem musely vyloďovací plavidla změnit kotviště a přesunuly se ještě více na jih. Tím se nejjižněji umístěná plavidla dostala na dostřel děl 86. praporu polního dělostřelectva FS, jehož jedna baterie dvou 155mm děl byla umístěna u San Fabian a další dvoudělová baterie měla svůj palpost u Dagupanu. Žádnou škodu ale invazním jednotkám nezpůsobily.
Po vylodění se skupina Kamidžima (bez 2. a 3. praporu) vydala na sever po silnici č. 3. V 11:00 se předsunuté hlídky skupiny Kamidžima setkaly s hlídkama Tanakova 2. formoského pěšího pluku, který během několika posledních dnů prošel z Viganu a Appari až do San Fernando. Ve 14:00 pak došlo ke spojení obou skupin. Druhý prapor skupiny Kamidžima obsadil a zajistil (kolem 17:00) město Bauang a jeho okolí. Třetí prapor téže skupiny se vydal na východ po silnici na Baguio, aby obsadil letiště v Naguilian.
Odpoledne 22. prosince se stále ještě hlavní jednotky japonské 14. armády nacházely na lodích. Generálporučík Homa, který zůstal na jedné z lodí u pobřeží, de facto ztratil kontrolu nad jednotkami na pobřeží. K žádnému americkému protiútoku v tomto – pro Japonce kritickém – okamžiku nedošlo. Zároveň se ve štábu 14. armády ozvaly opatrné hlasy volající po vybudování předmostí u Agno, než bude zahájen postup k Manile. Homma ale nakonec dal na agresivnější hlasy ve štábu a rozhodl pokračovat v postupu podle plánu, bez zdržování se budováním předmostí.
Rozbouřené moře stále bránilo vylodění dělostřelectva a dalšího vybavení. Homma se rozhodl přesunout kotviště ještě více na jih a pokračovat ve vyloďování následující den. K tomu ale bylo potřeba neutralizovat 155mm baterii u San Fabian na jižním pobřeží zálivu, která by jinak měla zakotvené lodě jako na dlani. Úkolem byla pověřena 48. divize.

#### Postup na jih: Damortis a Rosario
Na plážích uprostřed vyloďovacího sektoru u Aringay se shromáždily vyloděné Imaiovy jednotky a před polednem zahájily postup na jih po pobřežní silnici na Damortis (jižně od Santo Thomas) a Rosario (ve vnitrozemí východně od Damortis), k Janagiho jednotkám. Vylodění Janagiho jednotek na nejjižnějších plážích mezi Damortis a Santo Thomas se zpočátku nesetkalo s odporem a Janagi okamžitě zahájil postup na jih na Damortis. Od Damortis na sever postupující četa průzkumníků 26. kavalerie FS narazila již vyloděné japonské pluky 48. průzkumný a 4. tankový a stáhla se do Damortis. Jedenáctá divize FA proti Janagiho vyloďujícím se jednotkám vyslala jeden pěší prapor, ale ten rovněž narazil na 48. průzkumný a 4. tankový pluk a rovněž ustoupil do Damortis.
Do Damortis se přesunul z Rosario i zbytek 26. kavalerie FS Col (plukovník) Clintona A. Pierce. Pierce v Damortis vybudoval obranné postavení spolu s 11. a 71. plukem, ale již ve 13:00 byly Pierceho jednotky vystaveny útoku postupujících Japonců a letadel armádního letectva. Pierce proto žádal o posily. Wainwright nařídil, aby se do oblasti přesunula rota tanků 192. tankového praporu, který USAFFE uvolnil pro potřeby severoluzonského velitelství. Kvůli nedostatku paliva se ale do boje vydala pouze pět tanků jedné čety roty C 192. tankového praporu. U Agoo se americké M3 Stuart setkaly se svými japonskými protějšky typu 95 Ha-gó. V následující první tankové bitvě na tichomořském válčišti byl jeden americký tank zničen a zbývající čtyři ustoupily do Rosario, kde je později téhož dne zničilo letectvo.
V 16:00 se Imaiova formace postupující od Aringay spojila se 48. průzkumným a 4. tankovým plukem. Pierce se rozhodl vyklidit Damortis a stáhl se na pozici východně od města. V 19:00 již měli Japonci město pod kontrolou. Východně od Damortis se v 16:30 Pierce setkal s brigádním generálem Clyde A. Selleckem, velitelem 71. divize FA, která se přesunovala z Urdaneta na pomoc Damortis. Šestadvacátá kavalerie byla mezitím podřízena 71. divizi a Selleck jí po zjištění stavu rozkázal ustoupit do Rosario. Toto město se mělo stát hlavním obranným bodem v oblasti. Od západu ale Rosario ohrožovaly japonské jednotky (48. průzkumný a Imaiův 1. formoský pěší pluk a část 48. pluku horských děl) postupující z Damortis a od severozápadu postupoval Janagiho 47. pěší pluk z Agoo.
Ústup 26. kavalerie do Rosario byl podporován tanky roty C 192. tankového praporu. Tankisté se ale ve 20:00 začaly stahovat do Rosario a kavalerii nechali za sebou. Americké tanky záhy nahradily tanky japonské, které ve tmě pronikly přes zadní voj 26. kavalerie a způsobily masakr mezi jejími příslušníky. Japonskému průniku až k Rosario zabránilo až kousek západně od města zablokování jednoho mostu přes říčku zasaženým tankem. Zbytek 26. kavalerie dorazil do města.
Ze severozápadu postupující Janagiho 47. pěší pluk se střetl se skupinou F, kterou donutil k ústupu. V dosažení Rosario mu ale zabránilo odvolání zpět do Agoo a pověření úkolem zajistit San Fabian.
Tím de facto skončil japonský postup v den vylodění. Japonské jednotky stály na jihu před Rosario (ze kterého se obránci již stáhli) a na východě se blížily k Baguio.

#### Japonský postup 23. a 24. prosince

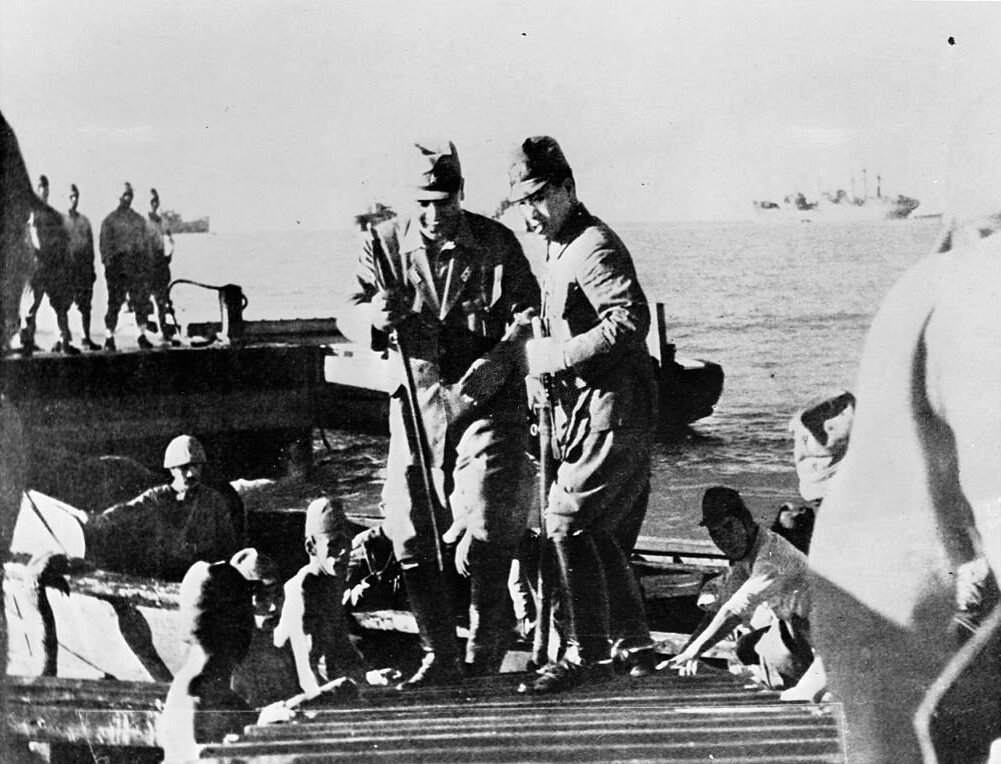
Generálporučík Masaharu Homma, velitel 14. armády, vstupuje osobně na Luzonský břeh v Lingayenském zálivu 24. prosince 1941

Ráno 23. prosince se nad Lingayenský záliv podařilo proniknout čtyřem B-17 od 19. BG, které předchozího dne přiletěly na Del Monte z Austrálie. Nálet ale prakticky žádné škody nezpůsobil a poté, co B-17 unikly sedmnácti japonským stíhačům, přistály bombardéry na holandském ostrově Ambon.
Bonnett v Baguio se domníval, že Japonci již odřízli cestu na jih přes Rosario a se svým 71. plukem FA se během 23. prosince stáhl z Baguio na východ, přes hory do Cagayanského údolí. V Baguio zůstal pouze LTC John P. Horan – velitel Camp John Hay.
Na jihu zaujali obránci ze Selleckovy 71. divize FA pozice na silnici č. 3 vedoucí z Rosaria na jih přes Sison a Pozorrubio. První linie obrany se nacházela jižně od Sisonu. 26. kavalerie se mezitím stáhla do Pozorrubio. Dopoledne 23. prosince na Selleckovu linii zaútočily dva prapory Janagiho 47. pěšího pluku, které prošly přes Rosario. Seleckovi se – hlavně díky dělostřelecké podpoře – podařilo japonský první útok odrazit. Časně odpoledne dorazila Japoncům posila v podobě 48. průzkumného a 4. tankového pluku.
Odpoledne zahájily japonské jednotky nový útok na Seleckovu linii podporovaný armádním letectvem. Filipínští vojáci 71. divize se před útočícími Japonci dali na útěk. Na pomoc Seleckovi byla z Cabanatuanu vyslána 91. taktická skupina (Combat Team) 91. divize. Japonské letouny ale zničily most přes řeku Agno a tím zdržely postup 91. taktické skupiny na sever. Snaha vybudovat a udržet novou linii severně od Pozorrubio selhala, neboť očekávaná posila dorazila do Pozorrubio až večer. Současně s příchodem 91. taktické skupiny se 26. kavalerie dala na další ústup na jih do Binalonanu. Generál Wainwright dostal od MacArthura svolení stáhnout se za řeku Agno. Během noci na 24. prosince Pozorrubio padlo do rukou Japonců.
Během 24. prosince bombardovalo devět G3M od 1. kókútai radiostanici v Cavite, zatímco armádní bombardéry bombardovaly Clark Field, Del Carmen a Batangas. Císařské armádní letectvo na Luzonu bylo posíleno příletem 14. čútai s bombardéry Ki-21 z Formosy.
Před svítáním 24. prosince se další japonské jednotky vylodily jižně od Manily v Lamon Bay…
Ráno 24. prosince se LTC Horan stáhl z Baguio a město během dne obsadila japonská armáda. Rovněž na jihu předmostí obnovili Japonci svůj postup. Kolem 5:00 narazily tanky japonského 4. tankového pluku na muže 26. kavalerie, kteří bránili přístup do Binalonanu. Opuštěné ostatními jednotkami se 26. kavalerii podařilo samotné a bez protitankových zbraní odrazit útok 4. tankového pluku. I když byl 4. tankový pluk později ráno posílen 2. formoským pěším plukem, dokázala 26. kavalerie klást odpor až do 15:30, kdy se na Wainwrightův rozkaz začala stahovat. Teprve večer 2. formoský pěší pluk obsadil Binalonan, zatímco 26. kavalerie ustoupila přes Agno na jihovýchod do Tayugu.
Během noci na 25. prosince držely americké a filipínské jednotky obranou linii, kterou na jihovýchodě tvořila řeka Agno a na jihu se táhla mezi městy Urdaneta a San Carlos.

## Jižní a centrální Filipíny
V pondělí 15. prosince provedly tři H6K z Palau první nálet na Cebu.
Ve čtvrtek 18. prosince zaútočilo pět A6M2 Tainan kókútai z Legazpi na Iloilo na Panay, kde zničily tři letouny. Následně na Iloilo zaútočilo 18 G3M a 39 G4M1 Takao kókútai z Formosy.
V pátek 19. prosince Japonci objevili letiště Del Monte a při prvním útoku čtyř A6M2 byly na zemi zničeny tři B-18. Japonští piloti si však nárokovali podstatně tučnější kořist: dvě B-17, tři zničené dvoumotorové letouny a čtyři poškozené dvoumotorové letouny.
V časných ranních hodinách soboty 20. prosince se v Davao vylodily japonské jednotky. Del Monte bylo bombardováno 54 bombardéry a osmi létajícími čluny. Dansalang, Malabang a Cebu byly napadeny stíhači z Tainan kókútai.

## Po bitvě
Filipíny byly od Japonců dobyty zpět během let 1944 a 1945 (viz Boj o Filipíny (1944-1945))